# 激レアさんを連れてきた。
『激レアさんを連れてきた。』（げきレアさんをつれてきた）は、2016年10月9日（8日深夜）からテレビ朝日で放送されているバラエティ番組。放送開始から2017年9月28日までは『アップデート大学』（アップデートだいがく）のタイトルで放送されていた。

## 概要
激レアな体験をした人="激レアさん"をゲストとして迎え、衝撃的な実体験を聞く番組。前身番組である『アップデート大学』は世の中のあらゆるものは常にアップデート（更新）し、進化を遂げてきた驚きと発見が詰まったアップデートの世界を研究し、世の中の進化を講義形式で紹介していくものであった。
番組開始から2017年1月15日（14日深夜）放送分までは日曜 0:45 - 1:15（土曜深夜）だったが、2017年1月22日よりドラマ『豆腐プロレス』が0:35 - 1:00に放送開始および『はくがぁる』が1:00 - 1:30に15分繰り上がるため、同年1月19日（18日深夜）より木曜 2:21 - 2:51（水曜深夜）に放送時間が変更された。2017年10月2日からはタイトルが『激レアさんを連れてきた。』（げきレアさんをつれてきた）に改題、放送時間も変更し月曜23:15 - 翌0:15（『ネオバラエティ』枠）で放送。2018年10月1日放送分より、『報道ステーション』がこの日から5分拡大するのを受けて、5分繰り下げの23:20 - 翌0:20に変更された。
2018年2月5日放送分がギャラクシー賞の月間賞を受賞した。
2019年4月からは土曜22:10 - 23:10枠へ枠移動し、週末プライム帯に進出した。この放送時間移動は2019年2月25日の放送分で発表された。
2019年6月3日には『激レアさんを連れてきた。月曜日に里帰りSP』と題して、約2か月ぶりに月曜ネオバラ枠での放送を行った。
2020年の10月からは放送時間を再び月曜 23:15 - 翌0:15（『ネオバラエティ』枠）に移動した。空いた土曜22時枠には過去数回、不定期特番として放送してきた『あざとくて何が悪いの?』と『ノブナカなんなん?』が入ることになったが、弘中は本番組と並行して両番組のレギュラーでもあるため、結果的にこの枠に残ることとなった。
2022年4月からは新設される『スーパーバラバラ大作戦』の1番組として放送され、番組枠が30分に縮小される。

## 出演者
- 弘中綾香（テレビ朝日アナウンサー） - 『アップデート大学』時代の#27（2017年4月13日放送分）から#49（2017年9月28日放送分）までは研究員としてレギュラー出演（#18〈2017年2月9日放送分〉にも出題ゲストで出演）。『激レアさんを連れてきた。』時代の初回（2017年10月2日放送分）からは研究助手としてレギュラー出演。
- 若林正恭（オードリー） - 『激レアさんを連れてきた。』時代の初回（2017年10月2日放送分）より研究員としてレギュラー出演。出演した激レアさんへのラベリングが恒例となっている。
- ルシファー吉岡 - ナレーション担当[注 4]
- 照英 - 「特技いっぱい胸いっぱい」ロケ担当（2019年4月 - ）

### 代役
弘中アナの産休による代理出演者を下記に記載。基本的にはテレビ朝日の女性アナウンサーが担当するが、不定期でスペシャルゲスト研究員として女性アナウンサー以外の人物が担当する場合がある。
- 弘中綾香 - 2023年10月30日放送分から産休。2024年5月6日放送分から復帰[8]。
  - 2023年10月30日 - 野村真季（テレビ朝日アナウンサー）
  - 11月6日 - 山本雪乃（テレビ朝日アナウンサー）
  - 11月13日 - 土屋伸之（ナイツ、お笑いタレント）
  - 11月20日 - 武内絵美（テレビ朝日アナウンサー）
  - 11月27日 - 並木万里菜（テレビ朝日アナウンサー）
  - 12月4日 - 桜井日奈子（女優、モデル、タレント）
  - 12月11日 - 下平さやか（テレビ朝日アナウンサー）
  - 12月18日 - 林美桜（テレビ朝日アナウンサー）[9]
  - 2024年1月8日 - 影山優佳（タレント、女優）
  - 1月15日 - 三谷紬（テレビ朝日アナウンサー）
  - 1月22日 - 野村真季（テレビ朝日アナウンサー）※2度目の代役[10]
  - 1月29日 - 堂真理子（テレビ朝日アナウンサー）[11]
  - 2月5日 - 久保田直子（テレビ朝日アナウンサー）[12]
  - 2月12日 - 紀真耶（きの・まや）（テレビ朝日アナウンサー）[13]
  - 2月19日 - 向井慧（お笑い芸人）[14]
  - 2月26日 - 武内絵美（テレビ朝日アナウンサー）※2度目の代役[15]
  - 3月4日 - 横山由依（女優、タレント）[16]
  - 3月11日 - 林美沙希（テレビ朝日アナウンサー）[17]
  - 3月18日 - 久保田直子（テレビ朝日アナウンサー）※2度目の代役[18]
  - 3月25日 - 桝田沙也香（テレビ朝日アナウンサー）[19]
  - 4月1日 - 桜井日奈子（女優、モデル、タレント）※2度目の代役[20]
  - 4月8日 - 鈴木新彩（すずき さらさ）（テレビ朝日アナウンサー）[21]
  - 4月15日 - 堂真理子（テレビ朝日アナウンサー）※2度目の代役[22]
  - 4月29日 - 林美桜（テレビ朝日アナウンサー）※2度目の代役[23]

### 過去の出演者
- Aマッソ（2016年10月 - 11月） - VTRナレーション
  - 所属事務所のホームページからレギュラー番組の記載が削除された[24][信頼性要検証]。

## 放送リスト

### アップデート大学

#### 2016年
| 放送回 | 放送日   | 講義内容                                                                                        | 教授 | 生徒                                                           | 備考                                                 |
| ------ | -------- | ----------------------------------------------------------------------------------------------- | --- | -------------------------------------------------------------- | ---------------------------------------------------- |
| #1     | 10月9日  | - カラオケのリモコン - ポテトチップスうすしお味                                                 | 土田晃之 | 渡辺裕太 田原可南子 小園凌央 京本大我 今川宇宙                 | 番組開始時は二世タレントを生徒とするクイズ形式だった |
| #2     | 10月16日 | - 道路標識止まれ - ソフトキャンディー                                                           | カンニング竹山 | 渡辺裕太 京本大我 紅蘭 彩那                                    |                                                      |
| #3     | 10月23日 | - コンタクトレンズ - アシスタントディレクター                                                   | 劇団ひとり | 小園凌央 彩那 渡辺裕太 匠                                      |                                                      |
| #4     | 10月30日 | - 恋愛の意味 - 消しゴム                                                                         | 木本武宏（TKO） | 紅蘭 小園凌央 田原可南子 中村里砂                              |                                                      |
| #5     | 11月6日  | - TM NETWORKの代表曲「Get Wild」                                                                | 川島明（麒麟） | 会一太郎 紅蘭 小園凌央 田原可南子                              | VTR出演：小室哲哉                                    |
| #6     | 11月13日 | - ブラジャー - マラソン                                                                         | 小峠英二（バイきんぐ） | 今川宇宙 紅蘭 田原可南子 若田部遥(当時HKT48、現フジテレビ社員) |                                                      |
| #7     | 11月20日 | - プロレスの必殺技 - ふりかけ                                                                   | 小峠英二（バイきんぐ） | 紅蘭 関口アナム 田原可南子 渡辺裕太                            |                                                      |
| 放送回 | 放送日   | 内容                                                                                            | 回答ゲスト | 出題ゲスト                                                     | 備考                                                 |
| #8     | 11月27日 | - 眠気対策ドリンク（眠眠打破） - 年賀状の切手 - リバイバルで大ヒット中の最新ゲーム機 - どん兵衛 | 山崎弘也（アンタッチャブル） カンニング竹山 小宮浩信・相田周二（三四郎） | 朝比奈彩                                                       | この回から芸人によるクイズ形式に変更                 |
| #9     | 12月4日  | - おばあちゃんのぽたぽた焼き - 空気清浄機 - カップヌードル - コアラ - ペコちゃんのほっぺ        | 山崎弘也（アンタッチャブル） ビビる大木 ライス | 朝比奈彩                                                       | VTR出演：コアラ                                      |
| #10    | 12月11日 | - せんべい - ペン - エアコン                                                                    | 高橋茂雄（サバンナ） 小峠英二（バイきんぐ） 中村静香 | 田中萌 （テレビ朝日アナウンサー）                              |                                                      |
| #11    | 12月18日 | - カフェ - 椅子 - 山手線新型車両（JR） - クールポコ。                                           | 小峠英二（バイきんぐ） カンニング竹山 星名美怜（私立恵比寿中学） |                                                                |                                                      |
| #12    | 12月25日 | - 明星一平ちゃん                                                                                | 小峠英二（バイきんぐ） 大久保佳代子 カズレーザー（メイプル超合金） | 青山愛 （当時テレビ朝日アナウンサー）                          |                                                      |
| SP     | 12月31日 | - 五輪 - ヒット映画 - ブレイク女優 - カップ麺 - CM - 年収ランク                                 | 【相棒 チーム】 浅利陽介 神保悟志 山西惇 【帰れまサンデープラス チーム】 タカアンドトシ 渡辺正行 【Qさま!!&お願い!ランキング チーム】 小峠英二（バイきんぐ） サンドウィッチマン 山崎弘也（アンタッチャブル） 【ワイド!スクランブル チーム】 デーブ・スペクター 橋本大二郎 久保田直子 | 大下容子 （テレビ朝日アナウンサー）                            | 大晦日スペシャルとして12:00 - 13:30に放送            |

#### 2017年
| 放送回 | 放送日         | 講義内容 | 教授 | 生徒 | 備考 |
| ------ | -------------- | --- | --- | --- | --- |
| #130   | 1月8日         | - 亀田の柿の種 - ガリガリ君 - どん兵衛太いそば（再放送） - ボンカレー - ぐるなび総研 - ペコちゃんのほっぺ（再放送） - 眠眠打破（再放送） - ふるさと納税の返礼品 - 明星一平ちゃん（再放送） | 紅蘭 小峠英二（バイきんぐ） ちゅうえい（流れ星） カズレーザー（メイプル超合金） 大久保佳代子 | 池谷麻依 （テレビ朝日アナウンサー） 青山愛 （当時テレビ朝日アナウンサー）                                                         | 5分繰り下げ・10分拡大（0:50 - 1:30） - 紅蘭、小峠、ちゅうえいはガリガリ君まで - カズレーザー、大久保、青山はボンカレーから出演 |
| #14    | 2017年 1月15日 | - 大手寿司チェーンのメニュー - チューハイ - 今年の新語 | 紅蘭 小峠英二（バイきんぐ） ちゅうえい（流れ星） | 池谷麻依 （テレビ朝日アナウンサー）                                                                                               | 10分繰り上げ・5分縮小（0:35 - 1:00）                                                                                           |
| #15    | 1月19日        | - ファストフードチェーン - カップ焼きそば - 芸人2700 | 山崎弘也（アンタッチャブル） 田中卓志（アンガールズ） 朝比奈彩 | 紀真耶 （テレビ朝日アナウンサー）                                                                                                 | この回より木曜2:21 - 2:51（水曜深夜）に放送枠移動                                                                              |
| #16    | 1月26日        | - ポテトチップス - ナンバープレートの表記 - 芸人ハイキングウォーキング | 紅蘭 小峠英二（バイきんぐ） ビビる大木 | 久冨慶子 （テレビ朝日アナウンサー）                                                                                               | |
| #17    | 2月2日         | - ショコラ - 大手旅行代理店の割引プラン - お出かけ先の検索スポットランキング | 泉里香 ビビる大木 吉村崇（平成ノブシコブシ） | 山本雪乃 （テレビ朝日アナウンサー）                                                                                               | |
| #18    | 2月9日         | - スーパー戦隊シリーズ （秘密戦隊ゴレンジャー～宇宙戦隊キュウレンジャー） | 山崎弘也（アンタッチャブル） 塚地武雅（ドランクドラゴン） 森田涼花 | 弘中綾香 （テレビ朝日アナウンサー）                                                                                               | |
| #19    | 2月16日        | - ラーメン - スナック駄菓子 - 勉強を教えて欲しい芸能人ランキング | 山崎弘也（アンタッチャブル） サンドウィッチマン 堀田茜 | 宇佐美佑果 （当時テレビ朝日アナウンサー）                                                                                         | |
| #20    | 2月23日        | - ドラえもん | 山崎弘也（アンタッチャブル） 小峠英二（バイきんぐ） 田中道子 | 池谷麻依 （テレビ朝日アナウンサー）                                                                                               | |
| #21    | 3月2日         | - ネクスト・ブレイク女優 | 山崎弘也（アンタッチャブル） ビビる大木 河北麻友子 | 森葉子 （テレビ朝日アナウンサー）                                                                                                 | |
| #22    | 3月9日         | - カップ麺 | ビビる大木 塚地武雅（ドランクドラゴン） 藤田ニコル | 青山愛 （当時テレビ朝日アナウンサー）                                                                                             | |
| #23    | 3月16日        | - グラビアアイドル | 岡田紗佳 小峠英二 伊達みきお（サンドウィッチマン） | 久冨慶子 （テレビ朝日アナウンサー）                                                                                               | |
| #24    | 3月23日        | - 家庭用ゲーム機 | 秋山竜次（ロバート） 倉持由香 伊達みきお（サンドウィッチマン） | 久冨慶子 （テレビ朝日アナウンサー）                                                                                               | |
| #25    | 3月30日        | - ユニバーサル・スタジオ・ジャパン | 朝比奈彩 伊達みきお（サンドウィッチマン） 中川礼二 | 宇佐美佑果 （当時テレビ朝日アナウンサー）                                                                                         | |
| #26    | 4月7日         | - 女性ゲストの衝撃トーク&未公開シーン一挙公開SP | | | |
| 放送回 | 放送日         | レアケース | レアケース | 研究員 | 備考 |
| #27    | 4月13日        | - 海水浴中に流されて22時間漂流し、捜索も打ち切られたけど自力で陸に戻ってきた人 | - 海水浴中に流されて22時間漂流し、捜索も打ち切られたけど自力で陸に戻ってきた人 | 小峠英二（バイきんぐ） | この回からレアケース形式に変更                                                                                                 |
| #28    | 4月20日        | - オレオレ詐欺と戦った人 | - オレオレ詐欺と戦った人 | 小峠英二（バイきんぐ） | |
| #29    | 4月27日        | - 飛行機で「この中にお医者様はいらっしゃいますか？」にリアルに遭遇したお医者さん | - 飛行機で「この中にお医者様はいらっしゃいますか？」にリアルに遭遇したお医者さん | 銀シャリ | |
| #30    | 5月4日         | - サイバー攻撃を2回もくらった人! | - サイバー攻撃を2回もくらった人! | 土屋伸之（ナイツ） | |
| #31    | 5月11日        | - 新しく始まった制度で即“夫婦”になった同性カップル | - 新しく始まった制度で即“夫婦”になった同性カップル | 井戸田潤（スピードワゴン） | |
| #32    | 5月18日        | - 家の中にいたのに思いっきりカミナリに打たれた人 | - 家の中にいたのに思いっきりカミナリに打たれた人 | 竹山隆範（カンニング） | |
| #33    | 5月25日        | - 富士山でキノコを採取し大切に持ち帰ったら、毒キノコだった人 | - 富士山でキノコを採取し大切に持ち帰ったら、毒キノコだった人 | 小峠英二（バイきんぐ） | |
| #34    | 6月1日         | - 股関節で豪邸を建てちゃった人 | - 股関節で豪邸を建てちゃった人 | ノブ（千鳥） | |
| #35    | 6月8日         | - 新宿、歌舞伎町の“ぼったくり店”で高額な請求をされたけど、7時間粘りに粘ってぼったくられなかった人 | - 新宿、歌舞伎町の“ぼったくり店”で高額な請求をされたけど、7時間粘りに粘ってぼったくられなかった人 | 柴田英嗣（アンタッチャブル） | |
| #36    | 6月15日        | - 『伝説のヒモ男』さん | - 『伝説のヒモ男』さん | 田中卓志（アンガールズ） | |
| #37    | 6月22日        | - 自分の漫画になんとなく登場させたキャラのせいでハンガリーの超VIPになってしまった漫画家（松本救助） | - 自分の漫画になんとなく登場させたキャラのせいでハンガリーの超VIPになってしまった漫画家（松本救助） | 後藤淳平（ジャルジャル） | |
| SP     | 6月23日        | - 海水浴中に流されて22時間漂流し、捜索も打ち切られたけど自力で陸に戻ってきた人 - 腕にナイフが刺さったまま病院にも行かず2日間を過ごした人 - めちゃくちゃ変なスマホのなくし方をした人たち - 盗まれたスマホがフィリピンで弄ばれている人 - 失くしたスマホがきっかけで、インドネシア人の結婚式に参加することになったサンプルさん | - 海水浴中に流されて22時間漂流し、捜索も打ち切られたけど自力で陸に戻ってきた人 - 腕にナイフが刺さったまま病院にも行かず2日間を過ごした人 - めちゃくちゃ変なスマホのなくし方をした人たち - 盗まれたスマホがフィリピンで弄ばれている人 - 失くしたスマホがきっかけで、インドネシア人の結婚式に参加することになったサンプルさん | 教授 ピエール瀧 見学者 小峠英二（バイきんぐ） 川島明（麒麟） 研究員 久冨慶子 弘中綾香 山本雪乃 （いずれもテレビ朝日アナウンサー） | 23:15 - 翌0:15に放送。 |
| #38    | 7月6日         | - せっかくのインド1人旅が、怪しい旅行会社のせいでB級映画みたいになった人 | - せっかくのインド1人旅が、怪しい旅行会社のせいでB級映画みたいになった人 | 井戸田潤（スピードワゴン） | |
| #39    | 7月13日        | - 息子に付き合って東大受験したら自分だけ受かって、50歳でキャンパスライフをめちゃめちゃ楽しんだ人（安政真弓） | - 息子に付き合って東大受験したら自分だけ受かって、50歳でキャンパスライフをめちゃめちゃ楽しんだ人（安政真弓） | 川島明（麒麟） | |
| #40    | 7月20日        | - スペシャルに収まりきらなかった未公開激レア話を一挙大放出! - 海水浴中に流されて22時間漂流し、捜索も打ち切られたけど自力で陸に戻ってきた人 - めちゃくちゃ変なスマホのなくし方をした人たち - 野生のジャッカルにスマホを盗られた人                                                                                            | - スペシャルに収まりきらなかった未公開激レア話を一挙大放出! - 海水浴中に流されて22時間漂流し、捜索も打ち切られたけど自力で陸に戻ってきた人 - めちゃくちゃ変なスマホのなくし方をした人たち - 野生のジャッカルにスマホを盗られた人                                                                                            | 川島明（麒麟） | |
| #41    | 8月3日         | - 激レア体験の持ち主が集結!記念すべき第一回目の『レアフェス』開催 - 500万当選メールを訴え本当にお金を貰った人 - 1年に3回 同じ場所同じ人に車ではねられた人 - カニ鍋を食べたらカニの足が口から取れなくなりそのまま病院に行った人                                                                                              | - 激レア体験の持ち主が集結!記念すべき第一回目の『レアフェス』開催 - 500万当選メールを訴え本当にお金を貰った人 - 1年に3回 同じ場所同じ人に車ではねられた人 - カニ鍋を食べたらカニの足が口から取れなくなりそのまま病院に行った人                                                                                              | 後藤淳平（ジャルジャル） | |
| #42    | 8月10日        | - 触れただけで激痛が走る唐辛子を死にそうになりながら作っている人 | - 触れただけで激痛が走る唐辛子を死にそうになりながら作っている人 | 土屋伸之（ナイツ） | |
| #43    | 8月17日        | - クマに8回も襲われた人 | - クマに8回も襲われた人 | 庄司智春（品川庄司） | |
| #44    | 8月24日        | - 少年4人だけで超ハイレベルな登山に挑戦してしまい山の災難フルコースを味わった人 | - 少年4人だけで超ハイレベルな登山に挑戦してしまい山の災難フルコースを味わった人 | 田中卓志（アンガールズ） | |
| #45    | 8月31日        | - 少年4人だけで超ハイレベルな登山に挑戦してしまい山の災難フルコースを味わった人 | - 少年4人だけで超ハイレベルな登山に挑戦してしまい山の災難フルコースを味わった人 | 田中卓志（アンガールズ） | |
| #46    | 9月7日         | - 何の根拠もない自作の育毛剤を義理の父親に試し続けた結果、とんでもない奇跡が起こった人 | - 何の根拠もない自作の育毛剤を義理の父親に試し続けた結果、とんでもない奇跡が起こった人 | 坪倉由幸（我が家） | |
| #47    | 9月14日        | - 風俗店でくも膜下出血になって倒れたが、残る力の全てを倒れた場所を隠すことに注いだ人（中川学） | - 風俗店でくも膜下出血になって倒れたが、残る力の全てを倒れた場所を隠すことに注いだ人（中川学） | 塚地武雅（ドランクドラゴン） | |
| #48    | 9月21日        | - 極寒のカナダ〜アラスカ3200kmを徒歩で制覇する絶対ヤバい旅を全部運だけで乗り切ってしまった人 | - 極寒のカナダ〜アラスカ3200kmを徒歩で制覇する絶対ヤバい旅を全部運だけで乗り切ってしまった人 | カズレーザー（メイプル超合金） | |
| #49    | 9月28日        | - 23時台進出記念傑作選スペシャル!! - 盗まれたスマホがフィリピンで弄ばれている人 - 1年に3回 同じ場所同じ人に車ではねられた人 - せっかくのインド1人旅が、怪しい旅行会社のせいでB級映画みたいになった人 | - 23時台進出記念傑作選スペシャル!! - 盗まれたスマホがフィリピンで弄ばれている人 - 1年に3回 同じ場所同じ人に車ではねられた人 - せっかくのインド1人旅が、怪しい旅行会社のせいでB級映画みたいになった人 | | |

### 激レアさんを連れてきた。

#### 2017年
| 放送回 | 放送日   | 内容 | 客員研究員                   | 備考                              |
| ------ | -------- | --- | ---------------------------- | --------------------------------- |
| #1     | 10月2日  | - 専門知識ゼロで作った育毛剤を義理の父親に300種類試した結果、医学界を震撼させる大発見をしてしまった主婦（コウヤマキ#利用）（竹内洋子） - 世界初の南極トライアスロン大会を心から楽しんだ人とそうでなかった人 - 新幹線開業の歴史的な日、上司の『スピード出すなよ!出すなよ!』をフリと思い込み、超ぶっ飛ばした掟破りの新幹線運転士（大石和太郎） | 高橋克実                     | 2017年9月7日放送分からの再登場。  |
| #2     | 10月9日  | - 家の中にいたのに思いっきりカミナリに打たれた人 - 伝説のサーフボード（デューク・カハナモクモデル）にムリヤリ脚をつけてベンチとして使い続けた一族（茅ヶ崎館） - 全裸のマリリン・モンローの体を7回マッサージした指圧師のおじいちゃん（浪越徳治郎）からその話を聞き興奮した孫（浪越孝）                                                        | 三浦春馬                     | 2017年5月18日放送分からの再登場。 |
| #3     | 10月16日 | - 13歳で家を飛び出したら、そのまま飛び出しっぱなしで43年間も行方不明だった人（「洞窟オジさん」著者 加村一馬。リリー・フランキー主演でNHKがドラマ化） - 太宰治と酒を飲んだことがある人（遠縁の男性） | 田中圭                       |                                   |
| #4     | 10月23日 | - 今話題のヒアリにすでに70回以上も刺されてる人（地球環境科学博士 村上貴弘） - 巨大海底遺跡っぽいもの（与那国島海底地形）を発見したのにもう30年間モヤモヤしてる人（一般人ダイバー） - 東京五輪の聖火用トーチを開発するためにトーチを持って延々グランドを走らされた人（昭和化成品（現日本工機）社員）                                          | 新木優子                     |                                   |
| #5     | 10月30日 | - ふつうの布団職人なのに独学でめちゃくちゃ速い走り方を開発し、オリンピック選手（右代啓祐）を育てた人（青木誠一） - オイルショックの時にトイレットペーパー騒動の原因を作ってしまった人（大丸ピーコック千里中央店従業員） | 賀来賢人                     |                                   |
| #6     | 11月6日  | - 自分の漫画にテキトーに出したキャラクターのせいでハンガリーの国賓になってしまった人（松本救助） - 勤め先の食堂に山下清が突然転がり込んできて、生活のリズムを崩された人 | 鈴木浩介                     | 2017年6月22日放送からの再登場。   |
| #7     | 11月13日 | - ドバイの王族（マクトゥーム家）を雑に扱ったら逆にどハマりされて、超セレブな生活に巻き込まれた人（千葉県の水上オートバイ店経営者） - 映画「ドラゴン怒りの鉄拳」でブルース・リーを必要以上に強く投げ飛ばし、怪我をさせた人（勝村淳） | 橋本マナミ                   |                                   |
| #8     | 11月20日 | - オトナのお店でくも膜下出血になって倒れたが、残る力の全てを倒れた場所を隠すことに注いだ人（中川学） - スイートルームに宿泊したマイケル・ジャクソンのどうかしてる無茶ブリを全て叶えてみせたホテルマン（キャピトル東急ホテル） | 光浦靖子 堀田茜              |                                   |
| #9     | 11月27日 | - 派手に漏らしてしまった苦い経験をバネに、何分後に便意をもよおすのか予知してくれるマシンを発明した人（トリプル・ダブリュー・ジャパン代表取締役 中西敦士） - 差し歯が取れてしまったけど、貧乏なので自作の“消しゴム差し歯”を発明しそれをハメて4年間粘っている人（吉松ヒデタカ）                                                                | 志尊淳                       |                                   |
| #10    | 12月4日  | - 雪崩に巻き込まれて子ども4人と一緒に車ごと埋もれ58時間閉じ込められたが、見事生還した美人女将（奥鬼怒温泉加仁湯女将 小松志保） | 竜星涼                       |                                   |
| #11    | 12月11日 | - サッカー経験ゼロのヤンキー達を集めてサッカー部を作り強豪チームにする（立正大学淞南高等学校）という『ROOKIES』ばりの体験をしたのに、その話をあまりしていない野人・岡野 | 片瀬那奈 池田美優            |                                   |
| #12    | 12月18日 | - ボクシング界の伝説マニー・パッキャオと戦ったおかげで、フィリピンパブでめちゃめちゃモテている人（寺尾新） - 突然やってきたビートルズ御一行をただの外国人だと思って無関心に接客したら、気に入られて爆買いしてもらった古美術店の人たち（麻布の朝日美術店）                                                                                    | 塚田僚一（A.B.C-Z） 筧美和子 |                                   |
| #13    | 12月25日 | - 伝説の無法地帯“九龍城”で、ただ「物件が安い」という理由で1人暮らししていた人（吉田一郎） - 鉄壁を誇る網走刑務所から昭和の脱獄王（白鳥由栄）が本当に脱獄を成功させたせいで、給料をめちゃめちゃカットされた人（大谷進） | 市川由衣 川村エミコ          | 15分繰り下げ（23:30 - 翌0:30）    |

#### 2018年
| 放送回 | 放送日   | 内容 | 客員研究員                                                    | 備考                                                                              |
| ------ | -------- | --- | ------------------------------------------------------------- | --------------------------------------------------------------------------------- |
| #14    | 1月8日   | - 有名なコンクール（ミケランジェロ・アバド国際ヴァイオリン・コンクール）で優勝しヨーロッパの貴族たちの前で演奏を行っていた世界的バイオリニストだけど、居酒屋『鳥貴族』を貴族が集まるサロンと勘違いして面接を受けてしまい、そのままバイトして鶏肉を仕込んでいた人（鷲見恵理子） | 玉木宏                                                        |                                                                                   |
| #15    | 1月15日  | - ミリオンヒットを生んだ自慢のハイトーンボイスを草野球中、サードベースの手前で失ってしまった人（田中昌之） - 家族経営の小さな飴工場なのに突然ベッカムの息子から注文が入り、大チャンスかと思って作った飴（金太郎飴）が3000個も倉庫で眠っている会社の人（名古屋のまいあめ工房） | 上川隆也 中村静香                                             |                                                                                   |
| #16    | 1月22日  | - いきなりアメフトに挑戦しめちゃくちゃレアな体験をしたのに、誰にも話す機会がなくて『あれ何だったの?』と思われている元横綱（花田虎上） - 重油まみれで瀕死状態だった250匹のコイ（坪井川）をマウス・トゥー・マウスで蘇生させたサラリーマン（小林修） - プリントシール機のデカ目機能（プリント倶楽部）を広めてしまった張本人（アトラス社員）                                                      | 仲里依紗 中岡創一（ロッチ）                                   |                                                                                   |
| #17    | 1月29日  | - 裸の部族が好きすぎて鼻に棒（鼻ピアス）を刺して憧れの部族の村（ダニ族）へ行ったら、自分が一番それっぽい恰好で完全に浮いた人 - 自宅にヨネスケが突撃してきたことを皮切りに芸能人がドシドシ押し寄せるようになり、最終的にとんでもない奇跡が巻き起こった人（ベリーダンサー Hatsumi） | 市原隼人 足立梨花                                             |                                                                                   |
| #18    | 2月5日   | - 少年4人（高校生）だけで超ハイレベルな登山（大峰山）に挑戦してしまい、山の災難のフルコースを味わった人 - 道頓堀川で第二次世界大戦の不発弾を探索した結果、カーネルサンダース像を引き上げちゃった人（十川俊一。カーネル・サンダースの呪い#カーネル像の発見） | 菜々緒 大悟（千鳥）                                           |                                                                                   |
| #19    | 2月12日  | - 世界一怖くない強盗に襲われた世界一優しいタクシー運転手（凶器は毛抜き） - 事情があって、3年間もドアが無い中身まる出しの家に住んでた人（川路智代） - 悪人扱いだった田中角栄の別荘に、身内以外でただ1人入ることを許され知られざる真実を目撃したカメラマン（山本皓一） | 大久保佳代子（オアシズ） 藤田ニコル                           |                                                                                   |
| #20    | 2月19日  | - 運動不足解消の為ゴリゴリに体を鍛えたら、度が過ぎて竹馬でキリマンジャロ登頂に成功しちゃった超人（廣澤誠吉） - 朝ごはんという概念を中一まで知らずに育っちゃった人（黒沢かずこ） | 前野朋哉 堀田茜                                               |                                                                                   |
| #21    | 2月26日  | - 小学5年生から40年間ずっと1人の男性に片想いし続けていて、いまだに最初の情熱を保っている人 - 東京オリンピック開会式で自分たちから五つの輪を描きたいと言い出したものの、1年も練習して一回も成功せず不安感丸出しで本番を迎えたけど、なんだかんだ結果的には大成功を収めた人たち（ブルーインパルス#東京五輪で五輪を描く）                                                                         | YOU 大石絵理                                                  |                                                                                   |
| #22    | 3月5日   | - 全く無名の弱体チーム（盛岡大学附属高等学校）を強豪校に育てあげ 何度も甲子園に行ったのに一度も勝てず、あらゆる負け方をコンプリートしてしまった監督（沢田真一） - 東京オリンピックで、ただの大学生なのに国旗オタクだったがために、いきなり巨額の予算を託され96か国の公式国旗を作る仕事を任された人（吹浦忠正）                                                                                | 塚本高史 岡田紗佳                                             |                                                                                   |
| #23    | 3月12日  | - それまでずっと専業主婦だったのに、80歳にして急に不動産屋さんを始めた上に24時間営業にしちゃったおばあちゃん（和田京子不動産） - 若者のどんなムチャな発注にも応えて、北九州の大切な成人式を1人でめちゃめちゃ派手にしている貸衣装屋さん（衣装みやび） | 斎藤工 若槻千夏                                               |                                                                                   |
| #24    | 3月19日  | - 国内外のあらゆるサッカーチームの入団テストに落ちまくっているけど、どうしても日本代表入りを諦めない人（丸山龍也） | 沢村一樹 横澤夏子                                             |                                                                                   |
| #25    | 3月26日  | - 体中バッキバキに骨折しながら、暴れ牛にのること（ロデオ）に命をかけている夫とその妻 - マッサージチェアに1日8時間も座り続けて、ただただ体をほぐし続ける仕事（藤井医療器社員） | シシド・カフカ カズレーザー（メイプル超合金）                 |                                                                                   |
| #26    | 4月2日   | - バムン王国テレビのエースディレクター（元NHK職員 小野洋文） - 6畳のアパートで1人黙々と製造・修理をしているミラーボール屋さん（高橋真一） | 高橋茂雄（サバンナ） 小島瑠璃子                               |                                                                                   |
| #27    | 4月9日   | - 50歳からダイエット目的でトレーニングを始めた結果、ある競技（ベンチプレス）で世界から恐れられる怪物になった給食のおばちゃん（澤千代美） | 沢村一樹 横澤夏子                                             |                                                                                   |
| #28    | 4月16日  | - 普通の主婦だったのに、気がついたら荒くれ漁師軍団の女ボスになっていた人（坪内知佳） | 剛力彩芽 濱口優（よゐこ）                                     |                                                                                   |
| #29    | 4月23日  | - 廃業したボロボロの映画館（御成座）に自宅として住み始めた結果、映画館の営業までする羽目になった人とその妻 | 関根勤 桜井日奈子                                             |                                                                                   |
| #30    | 4月30日  | - マイケル・J・フォックスに会うためだけに生きていたら、様々な不幸の連鎖に見舞われたものの結果的にアメリカンドリームを掴んだ人（ミサコ・ロックス） | 土屋太鳳 中岡創一（ロッチ）                                   |                                                                                   |
| #31    | 5月7日   | - 世界一豪快な婚活をした女の人（渡辺ひろ乃） - ムチャクチャな発言や分かりにくいボケまでだいたい訳しちゃう通訳者（橋本美穂） | 吉田羊 ブルゾンちえみ                                         |                                                                                   |
| #32    | 5月14日  | - 医師として順風満帆な生活を送っていたが、突如、渡米しド素人からハリウッド映画監督になった人（スパイシーマック） | ビビる大木 朝比奈彩                                           |                                                                                   |
| #33    | 5月21日  | - わざわざ仕事をやめて6か月間極秘で計画を進め、宇宙規模のプロポーズを行なった男（Yassan）（求婚#最大の求婚メッセージ） - 超くだらない理由で困っていた外国人を助けたら、あれよあれよと話が転がり出し、結果的にスリランカの経済を動かした人（植田紘栄志） | 志田未来 川島明（麒麟）                                       |                                                                                   |
| #34    | 5月28日  | - 自分では全く知らないうちに世界が認める洋服デザイナーになっていた主婦とその才能を見出した息子（村上千明・亮太） - テレビ番組で話した内容を瞬時に打ち込む字幕放送の文字を入力する人 | 東出昌大 高橋みなみ                                           |                                                                                   |
| #35    | 6月4日   | - あらゆる大富豪たちの漫画や映画のレベルを超えたムチャクチャなワガママを叶えまくり、もはやそれが快感になっているスーパー執事（日本バトラー&コンシェルジュ代表 新井直之） - カラオケのあらゆるジャンルのハモリボイスを担当しまくっている人（清本りつ子） | 波瑠 高橋克実                                                 | 5分繰り下げ（23:20 - 翌0:20）                                                     |
| #36    | 6月11日  | - 中1の時に撮った写真（チャリで来た）が伝説的なバカ画像としてネットで拡散してしまい、その後10年間、運命に翻弄され続けている人（熊田勇太） - 交通安全教室で年間300回以上も車に轢かれる売れっ子の轢かれ役（日和佐裕子） | 松岡茉優 いとうあさこ                                         | 5分繰り下げ（23:20 - 翌0:20）                                                     |
| #37    | 6月18日  | - メジャーリーガーたちを虜にした結果、アンジェリーナ・ジョリーからあるお願い事をされた人（山切りマスカラブラシ発明者で元スポーツキャスター 安田彩） | コムアイ（水曜日のカンパネラ） カズレーザー（メイプル超合金） | 5分繰り下げ（23:20 - 翌0:20）                                                     |
| #38    | 6月25日  | - ただムッキムキになりたいという薄い理由でフランス外国人部隊に入っちゃった人（大仏見富士） - ゴルフ場の池に潜ってボールをかき集めてくる、ゴルフボールダイバー | 関根勤 池田美優                                               | 5分繰り下げ（23:20 - 翌0:20）                                                     |
| SP     | 7月1日   | - 一世を風靡した昭和のスター“美人登山家・今井通子”と一般人として前代未聞の駆け落ちをして、壮大すぎる結婚式を挙げた夫婦（高橋和之） - 街で友達と待ち合わせしていただけなのに、偶然通りかかった外国の大統領（スカルノ）の夫人になっちゃった人（デヴィ夫人） - めちゃくちゃ行き当たりばったりで、そばも1回しか食べたことがなかったのに超人気そばチェーン店を作った「富士そば」の創業者（丹道夫） | 森昌子 濱口優（よゐこ） 若槻千夏                              | 『日曜プライム』枠（21:00 - 23:05）                                               |
| #39    | 7月2日   | - 触れただけで激痛が走る超激辛唐辛子（ブート・ジョロキア）を死にそうになりながらも商品化に成功した人（竹内僚） | 池田エライザ 秋山竜次（ロバート）                             | 5分繰り下げ（23:20 - 翌0:20）                                                     |
| #40    | 7月9日   | - 壮絶な人生を歩んだことがキッカケで、100%赤字確実の食堂を開き20年以上も営業しているおばあちゃん（桐生市はっちゃんショップ） - 飛行機で使われ、絡まりまくったヘッドフォンを毎日ひたすらほどき続ける人（東京航空クリーニング従業員） | 上川隆也 生駒里奈                                             | 5分繰り下げ（23:20 - 翌0:20）                                                     |
| #41    | 7月16日  | - 「インド」と「巨人の星」が好きすぎて執念で「インド版・巨人の星（スーラジ ザ・ライジングスター）」を作り、ヒットさせちゃった人（古賀義章） - グアムで生まれて救急救命士をしていたのに突然日本で和菓子職人になることになり、最終的に“みかん大福”で一発当てた人（一福百果清光堂ビル・リオングレロー工場長）                                                                                    | 福士蒼汰 中嶋朋子                                             |                                                                                   |
| #42    | 7月23日  | - 余命一年と宣告されたけど、あること（バックギャモン）を極めるため単身アメリカのストリートで武者修行を行い、3億人の頂点に立った人（矢澤亜希子） | 窪田正孝 川口春奈                                             |                                                                                   |
| #43    | 7月30日  | - プロレスラーになりたくてプロレスのレジェンド（アニマル浜口）に弟子入りしてアメリカへ武者修行にも行ったのに、全然関係ない似顔絵の世界チャンピオンになった人（Kage） - ヒールレスラー達の凶器を作る凶器職人（菊田一美） | 竹内涼真 光浦靖子                                             |                                                                                   |
| #44    | 8月6日   | - コートジボワールの超国民的アイドル（元Les Go de Kotébaのニャマ・カンテ）と極秘で付き合って7年間誰にもバレず、結婚までいけた人（文化人類学者 鈴木裕之） - ピアノの演奏会でとにかく存在感を消しながら黙々と楽譜をめくり続ける人（中鉢まどか） | 尾上松也 泉里香                                               | 30分繰り下げ（23:45 - 翌0:45）                                                    |
| #45    | 8月13日  | - アメリカの高校に留学したら、生徒がガチのマフィアやギャングばかりでとんでもない抗争に巻き込まれちゃった人（加藤ジェームズ） - ムチャクチャな発言や分かりにくいボケまで大体訳しちゃう通訳者 | 小栗旬 堀田茜                                                 | 30分繰り下げ（23:45 - 翌0:45）                                                    |
| #46    | 8月20日  | - 激レア婦人会が選ぶ“激レアさん大賞” |                                                               | 30分繰り下げ（23:45 - 翌0:45）                                                    |
| #47    | 8月27日  | - 自宅の狭い長屋で狼7頭の群れを飼い、全身メチャメチャ噛まれながら暮らしていた人（桑原康生） - カーナビの声も「お風呂が沸きました」の声もやっている女講談師（一龍斎貞弥） | 滝沢カレン 安東弘樹                                           |                                                                                   |
| #48    | 9月3日   | - 子供の頃に住んでいた“軍艦島”を世界遺産にすべく孤軍奮闘した人（坂本道徳） | 綾小路翔（氣志團） 横澤夏子                                   |                                                                                   |
| #49    | 9月10日  | - 小学校に6日しか通わなかったので、ウソみたいに何にも知らなかったけど、スーパーマーケットのバイトだけで文字や常識を学び、超やり手の社長にまで上り詰めた人（LEOX社長 服部玲央） | 濱口優（よゐこ） 木下優樹菜                                   |                                                                                   |
| #50    | 9月17日  | - 一度も働いたことが無かったのに44歳から駅弁販売のパートを始め、わずか数年で時給800円から年商10億円の営業所を束ねるカリスマ所長になった伝説のパートさん（日本レストランエンタプライズ 三浦由紀江） - 映画やゲームなどの音をつけまくってる効果音職人（染谷和孝） | 浅香航大 若槻千夏                                             |                                                                                   |
| #51    | 9月24日  | - 口笛を極めすぎて、世界チャンピオンにまで登りつめちゃった人（儀間太久実） - 2次元のアニメキャラクターの髪型を再現するコスプレウィッグ界のカリスマ美容師（高橋翔） | 竜星涼 高橋真麻                                               |                                                                                   |
| #52    | 10月1日  | - ハートの強さだけを武器に好きな女の子を海外まで追いかけていたら、偶然が転がって上海と台北で超有名な芸人になった人（ねんど大介） - 「太鼓の達人」の「ドン」と「カッ」の譜面を作る人 | 岩田剛典 足立梨花                                             |                                                                                   |
| #53    | 10月8日  | - 人間界に背を向けてあらゆる鳥たちに人生を捧げた結果、ダチョウについて、200億円を生み出す世界初の大発見（ダチョウ抗体）をした人（塚本康浩） | 広末涼子 飯尾和樹（ずん）                                     |                                                                                   |
| #54    | 10月15日 | - 本当はすごく大人しい性格なのにパリピにムリヤリ押し付けられてしまい、日本最大級のハロウィーンパレード（カワサキハロウィン）を作った結果、町にパリピを増殖させた人（チッタエンタテイメント 土岐一利） - その辺に生えている三つ葉のクローバーから、超簡単に四つ葉を見つけ出せちゃう四つ葉アーティスト（生澤愛子）                                                                              | 佐藤健 夏菜                                                   |                                                                                   |
| #55    | 10月22日 | - 超強引な父親に連れられて、世界中でサバイバルの旅をさせられた結果、なぜか津軽三味線の日本一になった人（鈴木利枝） - 選挙のポスターをめっちゃいい感じに撮影してくれる写真家（山口直也） | 志尊淳 YOU                                                    |                                                                                   |
| SP     | 10月29日 | - あらゆる困難を、全てとんちで解決して誰もが知るあの「ニトリ」の創業者になった人（似鳥昭雄） - ごく普通の主婦だったのに、ゴネた娘の機嫌を直すために映画作りを始め、その結果世界的な評価を受けたマダム（益田祐美子） | 木村佳乃 水野美紀 関根勤 カズレーザー（メイプル超合金）       | 20:25 - 21:48に放送。この日の通常放送は世界体操中継（22:30 - 翌1:23）のため休止。 |
| #56    | 11月5日  | - ただ流されるままに生きた結果、ホームレスにまで流されてしまったが最終的に男だらけのバーテン界で世界一になったギャル（富田晶子） | 萩原聖人 川田裕美                                             |                                                                                   |
| #57    | 11月12日 | - 靴下を愛するがあまり、靴下を噛むことでその靴下の善し悪しが分かるようになった『靴下の神様』（越智直正） - 日本最大高さ120mもある『牛久大仏』を掃除する人（清掃会社エム・ビー・シー社員） | 安達祐実 秋山竜次（ロバート）                                 |                                                                                   |
| #58    | 11月19日 | - ただ屋久島でひっそりと暮らしたかっただけなのに、家がぶっ壊れたり町の英雄になったりと壮絶な夫婦生活を送った結果、ヌードモデルになった人（おさないひろこ） | 森崎ウィン ホラン千秋                                         |                                                                                   |
| #59    | 11月26日 | - 3分で一周できる激セマでボロボロでガラガラの水族館を下っ端なのに大改革して、行列のできる超人気水族館にした人（竹島水族館館長 小林龍二） | 田中直樹（ココリコ） 堀田茜                                   |                                                                                   |
| #60    | 12月3日  | - 身体能力が凄すぎるあまり、もうアスリートを引退したいのに54歳になってもやめさせてもらえない江戸っ子（鈴木弘子） - ワナにかかったクマを助けたのにそのクマに襲われ、そこを助けに来てくれた猟師さんの弾も当たった人 - BB弾を耳に入れたら取れなくなって4年間入れっぱなしだった人（俳優 鈴木優）                                                                                                  | 三浦翔平 池田美優                                             |                                                                                   |
| #61    | 12月10日 | - ブラジルでめちゃめちゃ銃撃戦を繰り広げた経験があるゴールデン街伝説のママ（佐々木美智子） | 中条あやみ 塚地武雅（ドランクドラゴン）                       |                                                                                   |
| #62    | 12月17日 | - 新幹線（山形新幹線）の中でやりたい放題して桁外れな売り上げを記録しちゃった車内販売界の怪物（茂木久美子） - 様々な事情によって2度と食べられない思い出の味を再現してくれる思い出料理人（宗河美幸） | オダギリジョー ホラン千秋                                     |                                                                                   |
| #63    | 12月24日 | - 自分で考えた特撮ヒーロー（炎の天狐 トチオンガーセブン）の衣裳を作ってコスプレしていたら、テレビ局から「ウチでドラマやらない?」と言われ、手作り特撮ドラマを、本当に放送した人（星知弘） - コスプレ用の武器職人さん（Suzu） | 八嶋智人 山本美月                                             |                                                                                   |

#### 2019年
| 放送回 | 放送日  | 内容 | 客員研究員                            | 備考 |
| ------ | ------- | --- | ------------------------------------- | ---- |
| #64    | 1月7日  | - 堅実な公務員になりたかったのに人生の選択を間違えまくり、なぜか『フランスで最も有名な日本人パフォーマー』になっちゃった人（レ・ロマネスクTOBI） | 柳楽優弥 渡辺直美                     |      |
| #65    | 1月14日 | - 少年院で反省文を書き過ぎたあまり文章力がメキメキ上がり、敏腕新聞記者（サンパウロ新聞）になった元暴走族（吉永拓哉） - 全日本わんこそば選手権で前人未到の5連覇を達成していたのに、ガチの大食いファイター（MAX鈴木）が参戦して来た瞬間大敗を喫した人（井本英明）                                                               | 加藤ローサ 間宮祥太朗                 |      |
| #66    | 1月21日 | - 高円寺を歩いていたらいきなり謎の外国人集団に囲まれ、超高級ブランド・バレンシアガのモデルに採用されてパリコレデビューしちゃった人（バンド「g.a.g」の男性メンバー「プラズマ」） - 高知県で“会うと幸せになる”という都市伝説になっている人（パンダの被り物をした女性 熊澤直子）                                                 | 高橋真麻 野村周平                     |      |
| #67    | 2月4日  | - 日本の格闘ゲーム『ストII』に憧れるあまり来日して空手を極め、さらにストIIの世界観に入り込み過ぎて世界中の猛者を倒す旅に出た人（オランダ人ゲームライター クラベ・エスラ） - いきものがかりのリーダーとしてほとんどの定番曲を作っているのに、地味すぎて紅白歌合戦で9回中6回警備員に止められた人（水野良樹）                    | 桜井日奈子 濱口優（よゐこ）           |      |
| #68    | 2月11日 | - ちょっと意地を張った結果幼稚園入園から小学校卒業までの9年間学校で一言も喋らなかった人（山下賢二） - ネットの育毛教材の広告に勝手に自分の写真が使われたうえに、めちゃめちゃハゲ呼ばわりされていたので執念で広告作成者に会いに行った人（GO羽鳥）                                                                              | 栗山千明 秋山竜次（ロバート）         |      |
| #69    | 2月18日 | - サラリーマン一筋の素人だったのになぜか赤字動物園（羽村市動物公園）の園長になり、ほぼ“飲みニケーション”だけで廃園の危機を救っちゃった人（赤尾壽允） - 友人にゴリ押しされて嫌々ながらも101日連続フルマラソンを走った人（渡辺富夫）                                                                                            | 川田裕美 小手伸也                     |      |
| #70    | 2月25日 | - 本業の中古車販売が全然うまくいってないのに、趣味で作ったラーメンを数少ない客にすすめていたらそっちがミシュランガイドに載っちゃったおじさん（鳥取県「ホット・エアー」店主 吉田克己） - 小さい頃から異常なほどバスが好きすぎて、ついに個人で路線バス（銀河鉄道）を開通させてしまったおじさん（銀河鉄道株式会社社長 山本宏昭） | 関根勤 広瀬アリス                     |      |
| #71    | 3月4日  | - 趣味でトライアングルを作ってみたら今まで聞いたことないような神がかった音が出て世界中の楽団から注文が殺到している人（北山トライアングル制作者 北山靖議） - 半年に3回も同じ場所で同じ人に車ではねられた人 | 斎藤工 大石絵理                       |      |
| #72    | 3月11日 | - テレビ番組のどんな無茶なロケも受け入れ熱海を一大ロケ地にした事で、その人気を V字回復させた立役者の市役所職員（山田久貴） - 自分が弁護した被告人に恋をしてその人の出所後結婚したけど、貯金の4000万円を散財されたバツ3の女弁護士（原口未緒）                                                                                  | カズレーザー（メイプル超合金） 堀田茜 |      |
| #73    | 3月18日 | - 型破りすぎてワイドショーまで賑わせた美術教師（野々村直通） | 岸優太（King & Prince） 千秋          |      |
| #74    | 3月25日 | - 激レアさんが選ぶ本当に激レアだった人～朝までレア討論SP～ - 今かろうじて残っているエロ本自販機を日本中くまなく探してマップにしている人（黒沢哲哉） - 犬の鼻の味で犬種がわかる人（北村まゆみ） | カズレーザー（メイプル超合金）        |      |

| 放送回 | 放送日   | 内容 | 客員研究員                                                                            | 備考                      |
| ------ | -------- | --- | ------------------------------------------------------------------------------------- | ------------------------- |
| #75    | 4月13日  | - 歌舞伎町で極道に占領されていたホテル（東横イン）から極道を一掃し、売り上げを日本一にした女支配人（三輪康子） - 阿波踊りならどんな曲でも踊れる人（四宮生重郎） | 高橋一生 若槻千夏                                                                     |                           |
| #76    | 4月20日  | - かつて絶大な人気を誇っていた幻の『女子プロ野球』で打率5割以上打っていた、ほぼイチローの人（髙坂峰子） - 200℃の鉄板を素手で持つことができる人（大阪のホルモン焼き「河童」店主） | 井森美幸 滝藤賢一                                                                     |                           |
| #77    | 5月4日   | - 世界の名だたるレストランで舌の肥えた変人たちを相手にしながら美食を追究していたら、最終的にアマゾンの奥地で究極のグルメを見つけた人（太田哲雄） - ボールを追いまくる犬VS超強肩男（里崎智也） - フェンシング選手のヒゲダンス | 羽田美智子 濱口優（よゐこ）                                                           |                           |
| #78    | 5月11日  | - 「おしゃべり大好き」というたった一つの武器だけで歌舞伎町の悪者を逮捕しまくり警視庁の伝説となった職務質問の鬼（高橋和義） - 渡部陽一のカラオケの十八番（SPEED「White Love」） | 小倉優子 カズレーザー（メイプル超合金）                                               |                           |
| #79    | 5月18日  | - 理想の宿を作るために10年かけて竹100万本を切り世界中のセレブが訪れる奇跡のリゾートを作った人（忘れの里雅叙苑創業者 田島健夫） - 石でアートな塔（ケアン）を作るバランス男（池西大輔） | 玉森裕太 ホラン千秋                                                                   |                           |
| #80    | 6月1日   | - 女優になることを期待されていたにも関わらず、生まれ持った高い身体能力のせいで想定外の世界チャンピオン（アームレスリング）になっちゃった人（山田よう子） - 松崎しげるの白いとこ（耳介の裏側） | 鈴木浩介 友近                                                                         |                           |
| #81    | 6月3日   | - ボクシング未経験のOLから突如トレーナーになり、素人ボクサー（畠山昌人）を北海道（のジム所属）初のチャンピオン（日本ライトフライ級）に育てあげた女性トレーナー（赤坂裕美子） - ジョイマンがガチでラップバトルするところ | 関根勤 高山一実（乃木坂46）                                                           | 月曜日に里帰りSP          |
| #82    | 6月8日   | - ダイビング中に漂流し56時間230km流されながらも、クジラに助けられて奇跡的に生還した人（福地裕文） - 「ものさし」で曲を奏でる人（RAZO） - 世界で唯一「（縄跳び）7重跳び」ができる人（森口明利） - 誰よりも速く「心」という字を書ける人（弦川武山） | 斎藤工 藤田ニコル                                                                     |                           |
| #83    | 6月15日  | - レース距離が250km以上という「24時間マラソン」（ウルトラマラソン）で優勝しまくり、世界最難関のレース（2017IAU24時間走世界選手権、2018スパルタスロン）を制する大偉業を達成した人（石川佳彦） | 池田美優 井ノ原快彦                                                                   |                           |
| #84    | 6月22日  | - ニュースキャスターだったのに、破天荒な夫（KENSO）のせいで白塗り着物レスラーとして世界的に有名になっちゃった人（鈴木浩子） | 那須川天心 若槻千夏                                                                   |                           |
| #85    | 6月29日  | - ただひっそりと生活したかっただけなのに歌が天才的にうまかったせいで突然国民的スターとなってしまった人（森昌子） | 秋山竜次（ロバート） 松本明子                                                         | 特別編                    |
| #86    | 7月13日  | - 高校（山形県立鶴岡北高等学校）に入ったら全校生徒478人中男子が自分だけだった人（丸山大輔） - 電卓を楽器扱いする人（あたりめ） | 滝沢カレン 田中卓志（アンガールズ）                                                   |                           |
| #87    | 7月20日  | - ただ暇だという理由で2000回以上富士山に登っている鉄人（實川欣伸） - 宇宙の知識がまったくないド素人なのに、人工衛星の開発（リーマンサットスペーシズ）を成功させちゃった人（大谷和敬） | 菅田将暉 堀田茜                                                                       |                           |
| #88    | 8月3日   | - 18歳で交通事故にあって、記憶喪失になり人間の生活習慣全部を忘れてしまったが、奇跡的に社会にカムバックを果たした人（坪倉優介） - 演歌歌手（大江裕）の全力のコブシ | 生駒里奈 間宮祥太朗                                                                   |                           |
| #89    | 8月17日  | - AIロボットの第一人者として日本を助けるロボットを作りまくっている人 しかも、研究に没頭しすぎてロボットを作るたびに、超ガリガリになる人（古田貴之） - 在宅勤務のインドアなプログラマーなのに世界トップクラスの握力を手に入れてしまい、めちゃくちゃ日常生活に支障が出てる人（ウェブ魚拓開発者 新沼大樹）                                                        | 沢村一樹 髙橋優斗（HiHi Jets）                                                        |                           |
| #90    | 8月31日  | - ドイツの秘密結社に入ってしまい真剣で斬り合う決闘（メンズーア）をさせられた教授（菅野瑞治也） - 邪道と罵られながらも超アウトローな俳句で賞を取った歌舞伎町の松尾芭蕉（北大路翼） | 星野源 足立梨花                                                                       |                           |
| #91    | 9月7日   | - 持ち前の“チャキチャキすぎる性格”でゴーストタウン一歩手前だった浅草を日本有数の観光地へと蘇らせた、伝説の女将（蕎麦屋「十和田」女将 富永照子） | 土屋伸之（ナイツ） 水野美紀                                                           |                           |
| #92    | 9月14日  | - 地上6000ｍの絶壁（グレート・トランゴ・タワー）に引っかかって宙吊りになり食料なし、身動きが取れない状態で1週間乗り切った人（南裏健康） | カズレーザー（メイプル超合金） 小芝風花                                               |                           |
| SP     | 9月21日  | - デビューしないままおじさんになってしまいJr.からも外された、特殊すぎるジャニーズ（ふぉ〜ゆ〜） - 本当はとても凄い人なのに、ダジャレを言いすぎるせいで日本人から過少評価されている人（デーブ・スペクター）とそのダジャレを、3分に1回のペースで40年も聞かされている妻（京子スペクター）                                                                         | 梅沢富美男 カズレーザー（メイプル超合金） 若槻千夏                                    | 2時間SP （18:56 - 20:54） |
| #93    | 9月21日  | - 全く声優志望ではなかったのに、中2で国民的アニメキャラクター 「ジャイアン」の声優に合格しちゃって、その運命に翻弄された人（木村昴） | 田中卓志（アンガールズ） 吉岡里帆                                                     |                           |
| #94    | 9月28日  | - 大好きなゲーム（フォートナイト）を、ゲーマー達に正体を隠しながらコソコソやってたのに、上手すぎて世界大会に出た事でバレちゃった三代目 J SOUL BROTHERS from EXILE TRIBEのELLY - カツオ漁に出た時、カツオを2秒で凍らせるマイナス30度の液体の中に2回もドボンしてしまった人（プロボクサー 相田正紀） - 1回覚えたら2度と忘れない超人的記憶力を持つ人（宮地真一）   | 濱口優（よゐこ） 松岡茉優                                                             |                           |
| #95    | 10月5日  | - 日常生活を全てミステリードラマのトリックの実験台にされていた人（山村紅葉） - アクションの本場・香港へ渡ってどんなアクションも全て“無問題（もうまんたい）”と答えていたら、奇跡的にアジアの大スターになっちゃった人（シンシア・ラスター） | 池田美優 関根勤                                                                       |                           |
| #96    | 10月19日 | - 落語の知識ゼロのまま落語界に入っちゃった元暴走族総長（瀧川鯉斗） | 中山美穂 八嶋智人                                                                     |                           |
| #97    | 10月26日 | - セレブ中のセレブが住むトランプタワーでとんでもない隣人たちと生活していた人（曽根あけみ） - 地上最強の男を目指してただただ体を鍛え続けていたのに、なぜだか7500万部を売り上げる人気漫画家になった人（板垣恵介） - 世界一臭い食べ物（シュールストレミング）を10年も輸入し続けていたら大注目を浴びる（多くのYouTuberが取り上げた）ことになった人（貿易会社社員） | 檀れい 柴田英嗣（アンタッチャブル） えなこ（3本目のみ） ケンドーコバヤシ（3本目のみ） |                           |
| #98    | 11月9日  | - ゴルフ未経験、ど素人の父の指導で世界チャンピオン（世界ジュニアゴルフ選手権）になった天才ゴルフ少女（須藤弥勒） | 足立梨花 武田真治                                                                     |                           |
| #99    | 11月16日 | - 人生で68箇所も骨折しながら絶対病院には行かず、日本のエンターテインメントに革命をもたらしたスタント界の父（タカハシレーシング代表 高橋勝大） | 滝沢カレン 千葉雄大                                                                   |                           |
| #100   | 11月30日 | - ママチャリで娘を幼稚園に毎日送り迎えしていたら驚くほど脚力がつき、史上最年長の50歳でプロ競輪選手になっちゃった人（高松美代子） - 『NHKのど自慢』で、衝撃的なシャ乱Qの『いいわけ』を披露したら、人生が180度変わっちゃった人（養老の星☆幸ちゃん） - 宝くじが2億円当せんしたものの、それを誰にも言わずひたすら食べることだけで5年で使い切った人（来栖けい）     | 高橋克実 広瀬アリス                                                                   |                           |
| #101   | 12月14日 | - 売れるまで、超遠回りした俳優さん（木下ほうか） - 神戸生まれ神戸育ちなのに“島根が好き”と言っていたら島根県庁に囲われ、島根の運命を託されることになった高校生（島根県親善大使の男子生徒） | 成田凌 堀田茜                                                                         |                           |

#### 2020年
| 放送回 | 放送日  | 内容 | 客員研究員                                                      | 備考                              |
| ------ | ------- | --- | --------------------------------------------------------------- | --------------------------------- |
| #102   | 1月11日 | - 従兄弟と3人で始めた何気ない遊びが、全世界で600万人を動員するリアル脱出ゲームに発展しちゃった人（加藤隆生） | 川田裕美 佐藤隆太                                               |                                   |
| #103   | 1月18日 | - 超大物俳優（杉良太郎）からのアドバイスで一切笑うことをやめたらハリウッドデビューできた人（小林直己） - 階段を早く走る才能がずば抜けているので世界中の高層ビルを駆け上がる『階段垂直マラソン』で優勝しまくってる人（渡辺良治）                                                                                           | 鈴木浩介 若槻千夏                                               |                                   |
| #104   | 1月25日 | - アメリカの天才IT少年だったのに、高田純次のせいで親に内緒で日本の芸人になった人（アイクぬわら） - ならず者達が隠れ住む超危険なスペインの洞窟で暮らし、フラメンコで日本人男性初の世界一になった人（SIROCO） | 梅沢富美男 佐藤栞里                                             |                                   |
| #105   | 2月1日  | - 雪に埋められたり、熊に噛まれたりとダチョウ倶楽部バリに雑な扱いを受けるアイドルだったのに、一通の手紙がきっかけで朝倉南役の声優になった人（日髙のり子） - その道35年の大工の親方なのに間違えてITベンチャー企業（ローカルワークス）に入社しちゃった結果、会社に革命をもたらした人（渡邉一伸）                             | 浜辺美波 伊集院光                                               |                                   |
| #106   | 2月8日  | - 超がつくほど真面目でどんな事でもとにかくメモをしまくった事により、バラエティ番組で引っ張りだこになったメモ魔（DJ KOO） - 普通の女の子だったのに謎のおじいさん（鈴木英春）が生み出した秘伝の将棋の技を教わったら、将棋界最強の女子中学生となってしまった女の子！（野原未蘭）                                             | 岡田結実 DJ KOO                                                 |                                   |
| #107   | 2月15日 | - 本当は嫌々中に入っていた初代ウルトラマンのスーツアクターで、ウルトラマンの動作から必殺技までその場のアドリブで作り出した人（古谷敏） - 岐阜の山奥に伝わる伝説の行事“24時間ソフトボール”において1人で24時間、審判をすることに挑んだ男（細江健太郎）                                                                      | 白石麻衣（乃木坂46） 濱口優（よゐこ）                           |                                   |
| #108   | 2月22日 | - 普通の主婦だったのに、単なるヒモを売るだけで年商7億円を叩き出す億万長者の社長になっちゃった人（エムズファクトリー代表取締役 松田裕美） | 窪田正孝 高橋真麻                                               |                                   |
| #109   | 2月29日 | - 親の勧めで35回連続お坊さんとお見合いしたけど、ぜんぶ断り続けた人（大行寺住職 英月） - 『美味しんぼ』を読んでいたら日本最大級のラーメンの大会で、プロ職人を差し置いて優勝しちゃったサラリーマン（神田武郎） | 今田美桜 カズレーザー（メイプル超合金）                         |                                   |
| #110   | 3月7日  | - 山籠り、断食などハチャメチャな修業をした結果、ギャグ漫画家の登竜門・赤塚賞で29年ぶりの入選者になっちゃった人（おぎぬまX） | 足立梨花 要潤                                                   |                                   |
| #111   | 3月14日 | - お相撲さんなのに趣味のパソコンを駆使していたら行く先々でIT革命を起こし第2の人生で大ブレイクしている人（田代良徳） - 夫の夢を叶える為69歳で上京してラーメン屋さんを始めたおばあちゃん（高桑絵美子）と大ピンチを救ったお孫さん（高桑花穂）                                                                                | 田中圭 朝日奈央                                                 |                                   |
| #112   | 3月21日 | - 激レア歌謡祭（さくらまや「紅蓮華」、木山裕策「ガッチャマンの歌」、小柳ゆき「CHA-LA HEAD-CHA-LA」） - アメリカまで5か月かけてボートを手で漕いで渡った人（岡村精二） | 足立梨花 濱口優（よゐこ） 今田美桜 カズレーザー(メイプル超合金) |                                   |
| #113   | 3月28日 | - 謎の特別企画『偉人激レア』（織田信長（CV：秋山竜次）、明智光秀（CV：小手伸也）） - 俳優だったのに、あまりにジャッキー過ぎる顔のせいで人生を翻弄されちゃった人（ジャッキーちゃん） | 川田裕美 濱口優（よゐこ） SHELLY 髙橋優斗(HiHi Jets)            | 23:10 - 0:10に放送。              |
| #114   | 4月4日  | - 従業員がヤンキーだらけで借金が4億円もあるスーパーマーケットを奇抜なアイデアで大改革して、年商8億を叩きだす超人気店にした人（那波秀和） - 女優の松本穂香さんに似てると言われるので双子なのではと調べてみた結果、とんでもない事実が発覚した人（水果）                                                                     | SHELLY 髙橋優斗(HiHi Jets)                                      |                                   |
| #115   | 4月11日 | - 世界王者となって海外でめちゃくちゃ有名人になったおかげで、ある組織に監禁されてしまった人（矢澤亜希子） - お祭りが好き過ぎて、全国各地のお祭りを片っ端から盛り上げまくっているお祭り女（加藤優子） - 名古屋のポンコツキャバ嬢だったのに、〇〇を武器に4日で5億円を売り上げる日本一のキャバ嬢になった人（小川えり）        | 井ノ原快彦 泉里香                                               |                                   |
| #116   | 4月18日 | - 普通のOLさんだったのに、ダイエット目的でジムに行ったらバキバキに鍛えるコースに入ってしまい、美ボディを競うコンテストで全日本5連覇中の人（安井友梨） | 安斉かれん 三浦翔平 高橋真麻                                    |                                   |
| #117   | 4月25日 | - 13歳で家を飛び出したら、そのまま飛び出しっぱなしで43年間野山で原始人生活してた人（加村一馬） - ムチャクチャな発言や分かりにくいボケまでだいたい訳しちゃう通訳者（橋本美穂） | 田中圭                                                          |                                   |
| #118   | 5月2日  | - 世界的バイオリニストとしてずっとヨーロッパの貴族の前で演奏していたので、居酒屋「鳥貴族」をうっかり貴族が集まるサロンと勘違いして面接を受けてしまい、とりあえず働いていた人（鷲見恵理子） | 玉木宏                                                          |                                   |
| #119   | 5月9日  | - 小学5年生から40年間ずっと1人の男性に片想いし続けていて未だに最初の情熱を保っている人 - ムチャクチャな発言や分かりにくいボケまで大体訳しちゃう通訳者 パート2（橋本美穂） | 大石絵理 YOU                                                    |                                   |
| #120   | 5月16日 | - 自分で考えた特撮ヒーローの衣装を作ってコスプレしていたら、テレビ局から「ウチでドラマやらない？」と言われて手作り特撮ドラマを本当に放送した人（星知弘） - プラスチックで作るコスプレ用武器職人（桃井すず） | 八嶋智人 山本美月                                               |                                   |
| #121   | 5月23日 | - 10回連続でバイトをクビになったおかげで運命を変える人物に出会い大ブレイクすることができたフワちゃん - 身長158cmのド素人だったのに楽がしたくて廃部寸前の弱小バレー部に入ったら日本のエースまで上りつめちゃった人（山本隆弘）                                                                                              | 若槻千夏                                                        |                                   |
| #122   | 5月31日 | - 鉄人すぎる祖父（三浦敬三）と父（三浦雄一郎）に振り回された結果、全然そんなつもりはなかったのにエベレストで大記録を達成しちゃった人（三浦豪太） - 特別企画『差し歯が取れてしまったけど、貧乏なので自作の消しゴム差し歯を発明しそれをはめて4年間粘った人』のステイホーム生活を大公開!!（元吉本興業所属芸人 吉松ヒデタカ） | 堀田茜                                                          |                                   |
| #123   | 6月6日  | - もともとぽっちゃり少年だったのに美に目覚めすぎて売れっ子V系バンドマンとなり、さらに度が過ぎて神エステティシャンになっちゃった人（田村貴博） | ファーストサマーウイカ りんたろー。（EXIT）                     |                                   |
| #124   | 6月13日 | - 惜しまれながら休刊した伝説の雑誌『egg』を復活させた奇跡のギャル（赤荻瞳） - 特別企画『口笛を極めすぎて世界チャンピオンにまで上り詰めちゃった人』、『階段を早く登る才能がずば抜けているので世界中の高層ビルを駆け上がる「階段垂直マラソン」で優勝しまくってる人』のステイホーム生活を大公開!!（儀間太久実、渡辺良治）    | 安斉かれん 田中みな実                                           |                                   |
| #125   | 6月20日 | - 地球で最も過酷な場所「北極」にハマってしまい最低気温マイナス50度の世界を1万km以上歩き続けた結果、大記録を達成しちゃった「北極冒険家」（荻田泰永） | 足立梨花 間宮祥太朗                                             |                                   |
| #126   | 6月27日 | - どうしてもパン屋さんになりたくてプレハブ小屋で開業したわずか2年後、世界最高峰のパンコンテストで日本人初優勝を達成した人（大澤秀一） - 1ヶ月に3～4回は絶対かかってくる謎の怪電話に長年苦しめられ続けているラーメン店の店主とバイト（町田市のラーメン店「パパパパパイン」）                                               | 秋山竜次（ロバート） 高山一実（乃木坂46）                       |                                   |
| #127   | 7月4日  | - 人気のないダチョウ研究に没頭する激ヤバ博士だったのに、感染症問題で今めちゃめちゃ注目されている人（塚本康浩） - 猫嫌いだったのに、拾った3匹の猫に導かれるがまま人生が激変してなぜか社長になっちゃった人（猫株式会社社長 小林一樹）                                                                                       | 岩井勇気（ハライチ） 山下健二郎                                 | 2018年10月8日放送分からの再登場。 |
| #128   | 7月11日 | - 仕事でちょっとでも空き時間があると一瞬で湖や海に繰り出して釣りをしてしまう、おそらく芸能界で一番釣りバカな人“三代目JSB山下健二郎” - 青春を取り戻すためティーンに混じって45歳で高校に入学し、めちゃくちゃエンジョイした人（石神昭年）                                                                                    | 飯豊まりえ 田中卓志（アンガールズ）                             |                                   |
| #129   | 7月18日 | - 年俸120円の現役Jリーガー（安彦考真） | せいや（霜降り明星） 羽田美智子                                 |                                   |
| #130   | 7月25日 | - 夏休みの宿題の日記が面倒臭くて代わりにオリジナルのことわざを作ったら、ツイッターでバズり出版までされちゃった小学生（さくらこ） - ラーメンにまったく興味が無かったのに、日本中の頑固店主を口説きまくり世界初!ラーメン博物館を立ち上げちゃった人（岩岡洋志）                                                              | 秋山竜次（ロバート） SHELLY                                     |                                   |
| #131   | 8月1日  | - 世にはびこるニセ札をことごとく見破って世界中から尊敬されてる下町の小さな町工場の社長さん（松村喜秀） | 工藤阿須加 若槻千夏                                             |                                   |
| ＃132  | 8月15日 | - カリスマギャルだったのに、急遽、田舎の崖っぷち温泉の女将を継ぐことになり見事超人気温泉に変貌させた人（村越芽衣） - ノリで自分の電話番号をネットに晒したら1日に1000件の着信地獄に陥る中で、ある運命の出会いを果たし人生が激変した人（PizzaLove）                                                                         | 檀れい 濱口優（よゐこ）                                         |                                   |
| #133   | 8月29日 | - 真面目な性格がいきすぎてストイック過ぎる生活を送り続け、65歳を前にして肉体が絶頂を迎えている郷ひろみ | 桜井日奈子 松本明子                                             |                                   |
| #134   | 9月5日  | - マサイ族42人を率いたことがある人（吉開千代） - 軽い気持ちで「注文から24時間以内に漫画全巻揃えて発送します！」というサービスを始めたばかりに、日本中の古本屋さんを回る地獄の日々を送った人（安藤拓郎） | 城田優 山之内すず                                               |                                   |
| #135   | 9月12日 | - スマホで撮った動画をスマホで編集し１本の映画に仕上げて、15歳で国際映画祭（門真国際映画祭）の優秀賞を最年少でとっちゃった人（四反田凛太） - 実家が貧乏すぎて雑居ビルの屋上のプレハブ小屋に住んでいたけど、たくましすぎるオカンのおかげで乗り越えられた人（河井ゆずる）                                                   | カズレーザー（メイプル超合金）                                  |                                   |
| #136   | 9月19日 | - 老舗和菓子店の御曹司と結婚して「ウフフッ」と思っていたら、実は倒産寸前だったので創業200年の伝統をぶっ壊してV字回復させた人（吉村由依子） - 演劇界の鬼才と思われたくて常軌を逸したトガリ方をしていたら、仲間全員に逃げられ仕方なく一人で挑んだ公演で火災を起こして文字通り炎上した人（上田航平）                         | 高橋克典 りんたろー。(EXIT) カズレーザー（メイプル超合金）      |                                   |

| 放送回 | 放送日   | 内容 | 客員研究員                                          | 備考 |
| ------ | -------- | --- | --------------------------------------------------- | ---- |
| #137   | 10月5日  | - デヴィ夫人の家にがっつり居候している人（加藤万里奈） - 本当は貧乏でアルバイトを週6で入れているのに、インスタではセレブ生活を演じ続けている人（平山エリカ） | 桜井日奈子 吉村崇（平成ノブシコブシ）               |      |
| #138   | 10月12日 | - プロボクサーなのに大好きなラーメン二郎がどうしても我慢できず、年間300杯近く食べてしまうので減量がいつも地獄になっている人（ジロリアン陸） - スリルを感じるセンサーがどうやらぶっ壊れており世界70ヵ国をほぼ所持金0円で旅しちゃった人（ガルちゃん）                                           | 唐沢寿明 SHELLY                                     |      |
| #139   | 10月19日 | - 全く命を顧みず体ひとつで大空を時速数百キロで飛びまくっているリアル鳥人間（伊藤慎一） - 18年前に生き別れた父親を何の手がかりもなしに探す旅へと出発したら初日で見つかった人 | 木村文乃 濱口優（よゐこ）                           |      |
| #140   | 10月26日 | - 撮影現場で1人だけ、文字通り、ガチで命をかけてしまっている アクション俳優（坂口拓） | 澤部佑（ハライチ） 山本舞香                         |      |
| #141   | 11月2日  | - 超おっちょこちょいで失敗だらけのOLだったのに“字がメチャクチャ上手い”というだけで人生大逆転しちゃった人（原愛梨） - ある日道で拾った1通の封筒のおかげで人生が大逆転した俳優 松尾諭 普通のフリーターだったのに、1通の封筒を拾ったことで名バイプレイヤーへと上り詰めるウソみたいな奇跡の物語！ | 塚地武雅（ドランクドラゴン） ファーストサマーウイカ |      |
| #142   | 11月9日  | - 日本一しつこいボディーガード（木本亮） - 絶対に生えてくる庭の雑草と4年間戦った、絶対に雑草を全滅したい親子 | 田中卓志（アンガールズ） 菜々緒                     |      |
| #143   | 11月16日 | - 多分世界でただ1人塩と喋れる人（佐藤京二郎） - バナナジュースを研究しすぎて食べ頃のバナナだけ光って見える人（野田枝里） | カズレーザー（メイプル超合金） 仲間由紀恵           |      |
| #144   | 11月23日 | - 筋金入りのUFOマニアだったけど、ひょんな事から地元の市役所（羽咋市役所）で働くことになった結果、強引にUFOで町おこしを達成してしまい伝説となった人（高野誠鮮） | 岡部大（ハナコ） 奥村優希（ラストアイドル）         |      |
| #145   | 11月30日 | - 四足走行 人類最速の人（いとうけんいち） - 16年間挫折しまくりながらeスポーツの世界大会を最も泥臭く優勝した、努力のラストサムライ（チクリン) | 豊川悦司 若槻千夏                                   |      |
| #146   | 12月7日  | - 3人の子どもを育てながらイチかバチかの賭けに出て、ド素人なのに上京してラーメン屋さんを開いたら年商7億円を達成しちゃった勝負師（焼きあご塩らー麺 たかはし店主 髙橋夕佳） - 思いっきり車に追突された2時間後に、全く同じ場所でまた車に追突された異常にツイテいない人                            | 足立梨花 岸優太（King & Prince）                    |      |
| #147   | 12月14日 | - 所構わず突撃しサックスを吹きまくることで人生を変えてきた日本サックス界の異端児（ユッコ・ミラー） - サラリーマンでありながら趣味でプロレスの衣装を作っていたら、いつのまにか業界シェアの8割を1人で作っちゃってた人（小栗修）                                                                 | 秋山竜次（ロバート） 森川葵                         |      |
| #148   | 12月21日 | - コロナの影響でペルーの山奥に7ヵ月間閉じ込められていたら、現地で超有名人になってしまいマチュピチュ遺跡を独占観光させてもらった人（片山慈英士） - 後輩への説教がエスカレートしすぎた結果今は少年院で説教して夢と希望を与えているゴルゴ松本                                                    | カズレーザー（メイプル超合金） 滝沢カレン           |      |

#### 2021年
| 放送回 | 放送日   | 内容 | 客員研究員                                                  | 備考                              |
| ------ | -------- | --- | ----------------------------------------------------------- | --------------------------------- |
| #149   | 1月11日  | - マジックが大好きなのにとんでもない山奥の秘境（奈良県十津川村）で育ったため、ネタは独学、道具も自分で作っていたら世界一のマジシャンになっちゃった人（原大樹） | 生田斗真 SHELLY                                             |                                   |
| #150   | 1月18日  | - ジャンプするのが好きすぎてひたすら土手でジャンプしていたら、アクロバットの世界チャンピオンになっちゃった人（Daisuke） - 幼馴染の大物ミュージシャン秦基博に人生を何度も救われてきた人（ジョイマン高木晋哉）                                                                                             | 小芝風花 澤部佑（ハライチ）                                 |                                   |
| #151   | 1月25日  | - 職歴ゼロの主婦だったけど、39歳で初めて社会に出て、運命に翻弄された結果ドムドムハンバーガーの社長になっちゃった人（藤崎忍） | サーヤ（ラランド） 中村アン                                 |                                   |
| #152   | 2月1日   | - 失恋の腹いせに働いているカフェで「元カレが好きだったカレー」という重い名前のカレーを出したら、看板メニューになってバズった人（川代紗生） - 日本を代表する超有名作詞家で印税も数億円あったけど、18歳年下のトルコ人男性に財産をほとんど貢いじゃった人（及川眠子）                                        | 向井慧（パンサー） 山之内すず                               |                                   |
| #153   | 2月8日   | - 死に物ぐるいで魔球を習得したら日本人女性初のプロ野球選手になった人（吉田えり） - 奇跡の芸人さん（ライセンス・藤原一裕） | 田中卓志（アンガールズ） 芳根京子                           |                                   |
| #154   | 2月15日  | - 数十キロ離れた場所で失踪した愛犬を3年かけて執念で見つけ出した人 - Jリーグの名監督だったのに、解説者になってからの20年間で4000個以上のダジャレを言い続け、そのほとんどをスルーされている人（早野宏史）                                                                                                  | 池田美優 濱口優（よゐこ）                                   |                                   |
| #155   | 2月22日  | - 35歳でやっと自分が超大食いだと気づき、どん底人生から一発逆転した人（MAX鈴木） - 度を超えて人が良すぎるせいで、年間300本以上ニュースのインタビューを受けているスーパーの店主（アキダイ代表取締役 秋葉弘道）                                                                                             | カズレーザー（メイプル超合金） 水原希子                     |                                   |
| #156   | 3月1日   | - 才能が無いのに、25年間ひたすら卓球だけをやり続けていたら35歳で奇跡を起こしちゃった人（岩城禎） - 奥さんのヒモ状態になっているのにラテアートに夢中になってしまい、結果、世界大会で優勝しちゃった人（澤田洋史）                                                                                          | 安達祐実 吉村崇（平成ノブシコブシ）                         |                                   |
| #157   | 3月8日   | - 酔っ払ってネットオークションをしてしまった結果、全くいらない消防車を購入していた人（平野恭誉） - 親知らずを4本同時に抜いたらめちゃくちゃ腫れた人（泉風雅） | Creepy Nuts                                                 |                                   |
| #158   | 3月15日  | - 中学3年生にしてプロのキックボクサーになった怪物なのに、その年にセブンティーンモデルとしてもデビューした人（高橋アリス） - ホームセンターの仕事を10年勤めあげた結果、ラップ日本一になったラッパー・DOTAMA                                                                                               | 成田凌 渡辺直美                                             |                                   |
| #159   | 3月22日  | - 真面目なのにエイプリルフールにウソをついてみたら大騒ぎになって1000万円使う羽目になっちゃった人（矢野智之） - 「新婚さんいらっしゃい！」で文枝師匠と一緒に50年間転がり続けているイス | 滝沢カレン 中丸雄一（KAT-TUN）                              |                                   |
| #160   | 3月29日  | - 高校卒業以来、1度も会っていなかった友達3人組で3年ぶりに再会したら、偶然にも全員ゴリゴリのマッチョになっていた人たち - フリーダイビングの初心者でダイビング器具も途中でとれちゃったけど、ポテンシャルだけでメチャメチャ潜って世界大会優勝した主婦（歳永ゆきね）                                         | ホラン千秋 山崎育三郎                                       |                                   |
| #161   | 4月5日   | - 芸風からは全く感じ取れないが、かつてボリビアで4年間サッカー選手としてプレーしていた人（ですよ。） - 絶対音感を持っているのにものすごく歌がヘタな人（山口めろん） | 秋山竜次（ロバート） 倉科カナ                               |                                   |
| #162   | 4月12日  | - 20歳下のメンバーとバンドを組んでずっと同年代と思われていたが、還暦をきっかけにみんなにカミングアウトしてめちゃくちゃビックリされた人（打首獄門同好会 junko） - 1回も漫画を描いたことがない素人なのに突然人気少年誌で連載することになった人（伊奈めぐみ）                                               | 玉木宏 若槻千夏                                             |                                   |
| #163   | 4月19日  | - 1日で304件もの飛び込み営業をした伝説の営業マン（大西芳明） | 向井慧（パンサー） 山本舞香                                 |                                   |
| #164   | 4月26日  | - 実力は足りないけれどプロ野球選手になりたすぎて、海外のプロ球団にあの手この手で入り込もうとして世界中でブチギレられてきた人（清水広貴） | 内田真礼 塚地武雅（ドランクドラゴン）                       |                                   |
| #165   | 5月3日   | - 喫茶店の無料モーニングメニューを増やしすぎて、毎日厨房で1人パニックを起こしている店主（古田恵一） | 木南晴夏 バカリズム                                         |                                   |
| #166   | 5月10日  | - 朝キャバのアフターでおじさんたちと草野球をしていたら、時速240kmの豪速球を捕れるようになった人（めいちゅん） - サハラ砂漠を1000km走ったりアラスカを500km走る競技『アドベンチャーマラソン』を完走するため、無茶苦茶なトレーニングを繰り返している人（北田雄夫）                                          | 新井恵理那 田中卓志（アンガールズ）                         |                                   |
| #167   | 5月17日  | - 大正〜昭和初期の時代に取り憑かれた女（淺井カヨ） - 全国から弟子入り志願者が集まる伝説的な大工さんだったのに、すべてを投げうって縄文人になった人（雨宮国広） | 佐々木久美（日向坂46） すゑひろがりず                       |                                   |
| #168   | 5月24日  | - 自宅に侵入した強盗を溢れる人間愛とピアノの音色で改心させちゃった人（西川悟平） - シャイ過ぎるせいで1人ぼっちで映像を作っていたら日本の映画界に一大旋風を巻き起こしちゃった人（JUNK HEAD監督・堀貴秀）                                                                                                  | 濱口優（よゐこ） 若槻千夏                                   |                                   |
| #169   | 5月31日  | - 全くマイケルジャクソンに興味がないのに嫌々専属シェフをやったら、マイケルにどハマりしちゃった人（高谷敏雄） - 風船に願い事を書いて飛ばしたら、奇跡の出会いを果たした人（チャンス大城） - 江戸時代に自分の祖先が敵対していた人の末裔と160年の時を経て、思いがけず再会した人（本坊元児）                  | ホラン千秋 三宅健（V6）                                     |                                   |
| #170   | 6月7日   | - 極々平和な一家だったのに家族が次々とボディビルダーになってしまったので、50歳で筋トレを始めてみたら2年で日本一になった主婦（宮田みゆき） | 高山一実（乃木坂46） 宮下草薙                               |                                   |
| #171   | 6月14日  | - 25歳年上という事実を死ぬ気で隠していた妻と、7年間全く気づかずちょっと年上くらいに思っていた夫（アキ、ヨシタカ） - ナンパされて困っている女性を救おうとしたのに変な助け方をしてしまって大失敗したが、最終的にナンパレスキューの極意を身につけた人（玖島川のり）                                         | 秋山竜次（ロバート） 髙橋ひかる 向井慧（パンサー） 山本舞香 |                                   |
| #172   | 6月21日  | - ヤンチャすぎて高校を退学した不良なのに、自身のパンクバンドの宣伝のため東大とハーバード大学に同時合格した天才（モーリー・ロバートソン） - 山籠り・断食など変な修業を行いギャグ漫画家の登竜門・赤塚賞で29年ぶりの入選を果たした後、さらにハチャメチャな事をし続けている変人or天才（おぎぬまX）           | 羽田美智子 吉村崇（平成ノブシコブシ）                       | 2020年3月10日放送分からの再登場。 |
| #173   | 6月28日  | - 宝塚歌劇団にトップスターを目指して入団したのに、ひたすらおじさん役をやり続けそのまま引退した人（天真みちる） - なかやまきんに君と関わるたびに人生に幸運が訪れる人（米本学仁） | 池松壮亮 近藤春菜（ハリセンボン）                           |                                   |
| #174   | 7月5日   | - 大ヒット曲『孫』の あの孫（大泉慎太郎） - でっけぇ穴を掘った人（祇園涼介） | カズレーザー（メイプル超合金） 鷲見玲奈                     |                                   |
| #175   | 7月12日  | - 人型ロボット（Pepper)への愛が強すぎて行くあてのない人型ロボットを次々と引き取ってる人（太田智美） - この世に存在しない架空の街の地図を趣味でおよそ30年も描き続けてる人（今和泉隆行） - 11歳で天才声優と呼ばれたのに中2から30歳までほぼ仕事をもらえなかった人（浪川大輔）                               | 田中卓志（アンガールズ） 浪川大輔 花澤香菜                  |                                   |
| #176   | 7月19日  | - ダンスが嫌いだったのにいつの間にかYouTubeにダンス動画をあげられ、世界の歌姫マドンナの目にとまり一緒にワールドツアーを回った人（仲万美） - 自分の顔の仮面を作ったら世界中に拡散しちゃった人（大川原脩平）                                                                                               | 滝沢カレン 向井慧（パンサー）                               |                                   |
| #177   | 7月26日  | - 自分の名前もわからない記憶喪失になったけど、インスタントラーメンを食べる度に記憶がどんどん戻った人（大和一朗） - パチンコに負けてヒマすぎたので52歳まで全く弾けなかったピアノを触っていたら、「世界一難しい」と言われている曲（リスト『ラ・カンパネラ』）1曲だけ弾けるようになった漁師さん（徳永義昭） | 劇団ひとり 堀田茜                                           |                                   |
| #178   | 8月2日   | - ニシキヘビを捕まえるべくして捕まえた人（白輪剛史） | 西野七瀬 吉村崇（平成ノブシコブシ）                         |                                   |
| #179   | 8月16日  | - 落ちこぼれだったのにドラマ『ドラゴン桜』に衝撃を受け、日本語を0から覚えて16歳で東大に受かっちゃった人（カリス） - 人生の全てが麻雀によって動いている人（丸山奏子） | 土屋太鳳 濱家隆一（かまいたち）                             |                                   |
| #180   | 8月23日  | - ずっと人と関わることを拒み国民的ロールプレイングゲーム（ドラゴンクエスト10）ばかりをやっていたら体のある一部が異常に発達し、人生が180度変わった人（溝口哲也） | 秋山竜次(ロバート) 池田美優                                 |                                   |
| #181   | 8月30日  | - 誰よりも必死に身長をサバ読み続けてきた元プロ野球選手（水口大地） - 普通のサラリーマンなのに、いま中東で一番有名な日本人で王族の皆さんとめっちゃ友達の人（鷹鳥屋明） | 沢口靖子 SHELLY                                             |                                   |
| #182   | 9月6日   | - 厳格な家庭で育ったエリートアナウンサーだったのに、仕事も恋も全てを捨てて柿ピーのことだけを考えている人（中倉隆道） | Creepy Nuts                                                 |                                   |
| #183   | 9月13日  | - 町の自慢である日本最古の時計台（辰鼓楼）の歴史を調べたら最古ではなく2番目だと判明し、町の誰にも言えず1人で震えていた人（渋谷朋矢） - 15年以上髪を伸ばし続けている人（神戸リン） | カズレーザー(メイプル超合金) 生見愛瑠                       |                                   |
| #184   | 9月20日  | - 最強の男を目指していたのになぜか芸人になり、芸人界最強になった男（鈴木拓） - そのイメージとは裏腹に超わがままな父・相田みつをに振り回されて育った息子（相田一人） | 濱口優(よゐこ) 山本舞香                                     |                                   |
| #185   | 10月4日  | - 雑草を食べたり物置に住んだりという超貧乏生活を17年間隠し通し、ひょんなことでバレちゃったけど人生が好転した人（緑川静香） - ボクシングの試合中にカツラがズレてしまい日本中に報道されてしまったけど、その後の人生をあまり知られていない人（小口雅之）                                                    | 甲斐よしひろ 滝沢カレン                                     |                                   |
| #186   | 10月11日 | - 刑事なのにリーゼントを決め込み、めちゃめちゃ怒られながらも30年以上貫いた人（秋山博康） - 職業がマジシャンで『新体操の経験・知識ゼロ』なのに新体操日本代表コーチになってしまい、世界大会で初の金メダル獲得に貢献した人（志村祥瑚）                                                                      | 桜井日奈子 ヒコロヒー                                       |                                   |
| #187   | 10月18日 | - 2年間部屋に閉じこもって妄想だけを続けたことで女子プロレス界の頂点に立った人（岩谷麻優） - ただシャボン玉を吹いて吹いて吹きまくるだけで人生を切り開いてきた杉山兄弟 | 内田理央 ホラン千秋                                         |                                   |
| #188   | 10月25日 | - DJがやりたいのに実家の農業を継がざるを得ず、田舎の集落でガッツリお米を育てながら世界一のDJになった人（DJ CO-MA） | ジェシー（SixTONES) 星野源                                  |                                   |
| #189   | 11月1日  | - 北九州にある田舎の寿司店の大将だったのに、うっかり客にキレたらSNSで世界中に広まり結果的にグラミー賞のレッドカーペットを歩いた人（照寿司大将 渡辺貴義） - 野菜の代わりにそのへんの草で無理やり料理している人（のん）                                                                                    | 井上咲楽 向井慧（パンサー）                                 |                                   |
| #190   | 11月8日  | - 柔道日本3位、レスリング世界3位のアスリートだったけど、実はずーっと服に興味があって今では「着痩せの神」と呼ばれている人（岡田友梨） - 36時間ぶっ続けでラップをする世界記録に挑んだら、最後にまさかの結末を迎えた人（PONEY)                                                                              | 池田美優 岡部大（ハナコ）                                   |                                   |
| #191   | 11月15日 | - スマホの無料お絵かきアプリで描いた絵が凄すぎてうん百万円で売れちゃった人（萌白） - 運動神経ゼロでスポーツ経験もないのにサッカーゲームを年間1000試合やったら誰よりも戦術に詳しくなり、結果Jリーグからスカウトされちゃった人（龍岡歩）                                                                   | 澤部佑（ハライチ） 西畑大吾（なにわ男子）                   |                                   |
| #192   | 11月22日 | - 海水浴中に仲良しギャル4人組で16時間も漂流しちゃったけれど奇跡的に生還できた人（串貴代加） - トマトによって人生がめちゃくちゃになり、トマトを一切食べられないにもかかわらずトマトを育てて金賞を獲得した人（曽我新一）                                                                                   | 岡田将生 髙橋ひかる                                         |                                   |
| #193   | 11月29日 | - 1億円の預金通帳を拾った人（田代雅治） - 井上尚弥のいとこで並外れた才能がありボクシング日本チャンピオンにも輝いたけど、アニメが好きすぎて最後は自分の中のアニメ愛にKO負けした人（井上浩樹） | ファーストサマーウイカ 宮下草薙                             |                                   |
| #194   | 12月6日  | - 激レアさん特別編『激セマ年表見てみませんか?』 - ダチョウ倶楽部の偶然生まれたギャグ年表 - 絶滅危惧種ハンバーガーチェーンの独自路線ひた走り年表 | オードリー Creepy Nuts ダチョウ倶楽部                       |                                   |
| #195   | 12月13日 | - 市役所で上司の無茶ぶりに応えて倉庫で眠っていたご当地キャラのコスプレをしたら大ブレイクし、最終的に政治家になった人（井上純子） - 自撮りを極めようとした結果ついにはドローンで自撮りをするようになり、果てはドローンレーサーになって日本代表になった人（白石麻衣）                                      | 秋山竜次（ロバート） 芳根京子                               |                                   |
| #196   | 12月20日 | - 超人的な山歩き能力を持ち、日本海から太平洋まで山脈約415kmをほぼ寝ずに最短5日で歩き切る人（望月将悟） - あごにある物をのせたら世界一になり人生が激変しちゃった人（横田圭祐） | 生見愛瑠 若槻千夏                                           |                                   |

#### 2022年
| 放送回 | 放送日  | 内容 | 客員研究員                                   | 備考                                              |
| ------ | ------- | --- | -------------------------------------------- | ------------------------------------------------- |
| #197   | 1月10日 | - 803日連続で超有名牛丼チェーン（すき家）を食べ続けている人（マナリス） - 婚活パーティーで全くモテなかった代わりに参加者相手に1日でエアコンを20台売っちゃった人（川田賢興） - 2度も騙されたのに懲りる事なくまた怪しいメールへ返信してしまった結果、日本サッカー界を変えてしまった人たち（木島隆一郎・廣野立樹）                                                                               | 近藤春菜(ハリセンボン) 林遣都                |                                                   |
| #198   | 1月17日 | - 『激セマ年表見てみませんか?』第二弾 - 衝撃映像でよく見る、中国の「挟まってる人」年表 - 長渕剛の自由すぎるアレンジ年表 | Creepy Nuts 児嶋一哉（アンジャッシュ） 英二  |                                                   |
| #199   | 1月24日 | - 子どもの頃からの憧れが抑えられず、軽トラを魔改造し手作りで超高級スーパーカーを作った人（福田博之） - 一流企業の会議にギャル軍団を送り込む、謎のビジネスをやっている人（竹野理香子） | 永瀬廉（King & Prince） 丸山礼               |                                                   |
| #200   | 1月31日 | - 40歳でJリーガーになるという無謀な夢を叶えたあと、無謀にも43歳でプロのキックボクサーに挑戦した人（安彦考真） | 池田美優 ディーン・フジオカ                  |                                                   |
| #201   | 2月7日  | - 橋本環奈さんと同じ数の11社のCMに全てオーディションを勝ち抜いて出てる人（君島光輝） - あの世界的な○○○○（葉加瀬太郎）さんに激ハマりされた大学生（日吉拓哉） - 毎日荒川の河川敷に行ってハンマーで金属を叩き趣味でシンバルを作っていたら、世界的評価を受けた人（山本学） | 滝沢カレン 塚地武雅(ドランクドラゴン)        |                                                   |
| #202   | 2月14日 | - 知識ゼロの状態から1円もお金をかけずに完全独学で10年以上ゲームを作り続けていたら商品化までされちゃった人（野田クリスタル） - なぜか路線バスを購入してしまい愛車として乗り回している彼氏と、それゆえにその路線バスでデートをする羽目になっている彼女（わすことセンパイ） | 田中樹(SixTONES) ヒコロヒー                  |                                                   |
| #203   | 2月21日 | - レジェンド激レアさんのその後を調べてたらやっぱり凄かったスペシャル！ - デヴィ夫人の家に居候している大学生（加藤万里奈）のその後！ - 強盗を改心させたピアニスト（西川悟平）のその後！ - 差し歯の代わりに消しゴム男（吉松ヒデタカ）のその後！ - 同じ場所で1日2回事故男のその後！ - -30℃の水槽に2度ドボン男（相田正紀）のその後！ - 時速240kmの豪速球を捕るキャバクラ嬢（めいちゅん）のその後! |                                              | 順に#137、#168、#9、#146、#94、#166からの再登場。 |
| #204   | 2月28日 | - お笑い界をカオスにしている人（平井精一） | 木村昴 SHELLY                                |                                                   |
| #205   | 3月7日  | - 今もなおウソみたいな天然エピソードを更新し続けてる人（西村知美） - 28年間日本全国にいる同姓同名の田中宏和さんを探し続け、世界記録を狙っている田中宏和さん（田中宏和） - フリースタイルラップ36時間の世界記録に挑んで失敗したものの再び挑戦した人（PONEY) | 生田絵梨花 吉村崇(平成ノブシコブシ)          |                                                   |
| #206   | 3月14日 | - サッカーのFIFAクラブワールドカップに意地でも出るために、あらゆる海外チームを渡り歩く不屈の男（松本光平） | 小峠英二(バイきんぐ) 滝沢カレン              |                                                   |
| #207   | 3月21日 | - 市議会議員に異例の当選を果たしたマッチョ（荒木慎大郎）とその参謀の女子高生（木下栞） - 26年間ずっと桜の開花を追い続け今では桜前線と一緒に移動している人（中西一登） | 佐久間大介(Snow Man) 福田麻貴(3時のヒロイン) |                                                   |
| #208   | 3月28日 | - 日本で唯一、ビル9階の高さから飛び込む嘘みたいな競技（ハイダイビング）をしている人（荒田恭兵） - 伝説のロックバンドボーカルなのにその裏で駄菓子屋さんの店主も23年続けている人（ニューロティカ ATSUSHI） | 小沢一敬(スピードワゴン) 桜井日奈子          |                                                   |

| 放送回 | 放送日   | 内容 | 客員研究員 | 備考                                         |
| ------ | -------- | --- | --- | -------------------------------------------- |
| #209   | 4月4日   | チョコが好きすぎて19歳でガーナへ渡りカカオ農家を救うためカカオ省を動かした後、日本に戻って来て人気チョコブランドを作った23歳（田口愛）                                       | 田中卓志（アンガールズ） 広末涼子                                                                               |                                              |
| #210   | 4月11日  | 幼い頃から誰にも見せず趣味で描き続けてきた模様を奇跡的に出会ったあの歌姫（UA）に見せたら、国内外で大注目される様になった人（Apsu Shusei）                                    | 朝日奈央 山田涼介（Hey!Say!JUMP）                                                                               |                                              |
| #211   | 4月18日  | - 夏休み40日間を使って、往復約2000㎞にも及ぶ壮大なヒッチハイク旅に出たら…運が良すぎて一瞬で終わった人（狩野英孝） - この世に存在しない架空の言語を編み出した人（坂本小見山） | カズレーザー（メイプル超合金） ヒコロヒー                                                                       |                                              |
| #212   | 4月25日  | 大好きで憧れのオリラジ藤森を追いかけていたら、いつの間にか世界一過酷と言われるサハラマラソンで日本人女性初の準優勝した人（尾藤朋美）                                         | 伊野尾慧（Hey! Say! JUMP） 伊達みきお（サンドウィッチマン） 藤森慎吾（オリエンタルラジオ）                      |                                              |
| #213   | 5月2日   | 自分の成人式に体重が1トンある牛を連れていったギャル（神谷美姫） | 玉城ティナ 山崎弘也（アンタッチャブル）                                                                         |                                              |
| #214   | 5月9日   | 慎重過ぎる性格ゆえに大学受験で石橋を叩き過ぎて9浪した人（濱井正吾） | 大西流星（なにわ男子） 向井慧（パンサー）                                                                       |                                              |
| #215   | 5月16日  | 社会学の研究をするため、20年間暴走族のパシリをしていた大学教員（打越正行）                                                                                                   | 成田凌 丸山礼                                                                                                   |                                              |
| #216   | 5月23日  | 体長3ｍはあろうかというバケモノみたいな魚と世界中で格闘する釣り師（マルコス）                                                                                                | 秋山竜次（ロバート） 星野源                                                                                     |                                              |
| #217   | 5月30日  | めちゃくちゃSASUKEを愛してるのに1回も出ていない人（岩崎真也） | 檀れい 近藤春菜（ハリセンボン）                                                                                 |                                              |
| #218   | 6月6日   | バイクを盗まれたことにムカつきすぎて海を渡り、タイの窃盗グループに乗り込んでまで取り戻した人（近藤スパ太郎）                                                                 | 小芝風花 小峠英二（バイきんぐ）                                                                                 |                                              |
| #219   | 6月13日  | イケてない高校時代に「太平洋一周します」と嘘をつき後に引けず手作りヨットで実現しちゃった人（安樂英行）                                                                       | ジェシー（SixTONES） イワクラ（蛙亭）                                                                           |                                              |
| #220   | 6月20日  | 小さい頃からスシロー愛が強すぎて人生全てをスシローにささげている人（山上雅則）                                                                                               | 本田翼 カズレーザー（メイプル超合金）                                                                           |                                              |
| #221   | 6月24日  | 若林VS強レア大先輩2時間SP 真の芸能界最強の人（中尾ミエ） 本当の本当にNG無しの人（研ナオコ） 料理だけかと思いきや人生も時短の人（平野レミ）                                   | 加藤シゲアキ（NEWS） DJ松永（Creepy Nuts） 近藤春菜（ハリセンボン） 上川隆也 岸優太（King & Prince） ホラン千秋 | 2時間スペシャル（20:00 - 21:48）             |
| #222   | 6月27日  | 超有名カップやきそば（ペヤング）の新商品を思いつきまくる社長にめちゃくちゃ翻弄されている人たち                                                                               | DJ松永（Creepy Nuts） 福田麻貴（3時のヒロイン）                                                                 |                                              |
| #223   | 7月11日  | 普通の学校の先生だったのに運動部の生徒よりもバリバリ鍛え続けたら地球上の60代女性で一番速く走れるようになった人（弓削田眞理子）                                               | 小瀧望（ジャニーズWEST） でか美ちゃん                                                                           |                                              |
| #224   | 7月18日  | BBQの真実に気づいてしまい世界と戦っているBBQ王（内山芳一） | 桜井日奈子 ヒコロヒー                                                                                           |                                              |
| #225   | 7月25日  | 学生時代の黒歴史に７年経った今も悩まされている人（笹本裕月） | 秦基博 堀田茜                                                                                                   |                                              |
| #226   | 8月1日   | 埼玉県大宮駅前にある飲食店で覇権争いをしている、ハンバーグ派の父とうどん派の息子（武州うどんあかね&みどりダイニング）                                                        | 秋山竜次（ロバート） 井上瑞稀（HiHi Jets）                                                                      |                                              |
| #227   | 8月8日   | 売れっ子キャバクラ嬢から一転、土木作業員として働くことになったけどそこであるヒントを掴み半年で1000万円稼いだ人（山崎那美）                                                   | 滝沢カレン 森田哲矢（さらば青春の光）                                                                           |                                              |
| #228   | 8月22日  | お笑いトリオ“ロバート”への愛がヤバすぎて小５から追いかけ続けていたらテレビ局に入社しちゃった人（篠田直哉）と、追いかけられすぎてビビってる人（秋山竜次）                     | 加納（Aマッソ） 中川大志                                                                                        |                                              |
| #229   | 8月29日  | 普通の真面目な会社員だったのに偶然見かけた車のドリフトに夢中になってしまい、日本人女子で初めてドリフト世界一になった人（下田紗弥加）                                         | 玉森裕太（Kis-My-Ft2） ゆうちゃみ                                                                               |                                              |
| #230   | 9月5日   | 作れば作るほど損をする「幻のコロッケ」を30年先まで作り続けることが確定してる人（新田滋）                                                                                     | 大西流星（なにわ男子） ファーストサマーウイカ                                                                   |                                              |
| #231   | 9月12日  | 車いすで世界一周した人（三代達也） | 生見愛瑠 松山ケンイチ                                                                                           |                                              |
| #232   | 9月19日  | 大学生の時にたまたま知った廃業寸前の老舗かまぼこ屋さんを自分と全然関係ないのにほっとけないから２年半かけて復活させた人（林田茉優）                                           | 福田麻貴（3時のヒロイン） 渡辺翔太（Snow Man）                                                                  |                                              |
| #233   | 9月26日  | 学習塾をやっていたのにある日忍者に憧れてしまい手裏剣の練習に明け暮れるようになって塾もしれっと忍者道場に変えちゃった人（八田一弥）                                           | 阿部サダヲ 渋谷凪咲（NMB48）                                                                                    |                                              |
| #234   | 10月3日  | 街中に看板を立てることに命をかけた結果ダントツで顔が知られる歯科医になった人（羅田泰和）                                                                                     | 木村文乃 向井慧（パンサー）                                                                                     |                                              |
| #235   | 10月10日 | 我が子のように大切に使っていたギターが実は世界的ギタリストが45年前に無くした伝説のギターだったため、壮大なストーリーに巻き込まれた人（TAKESHI）                              | ハマ・オカモト（OKAMOTO'S） ヒコロヒー                                                                          | 「キョコロヒー」「ハマスカ放送部」とのコラボ |
| #236   | 10月17日 | 1082日連続ですき家を食べ続けている人（マナリス） | 吉田あかり 田中卓志（アンガールズ）                                                                             | #197以来の再登場                             |
| #237   | 10月24日 | サラリーマンなのに冒険がしたすぎてリモートワークしながら南極を自転車で走ってきた人（大島義史）                                                                               | 加納（Aマッソ） ジェシー（SixTONES）                                                                            |                                              |
| #238   | 10月31日 | 激ヤバ社長に振られためちゃくちゃ変な仕事をこなしまくった結果、日本のサウナ好きたちが憧れる夢のサウナ小屋を作っちゃった人（野田クラクションベベー）                           | カズレーザー（メイプル超合金） 志田未来                                                                         |                                              |
| #239   | 11月7日  | 日本国民を代表して毒見をしている人（平坂寛） | 松村北斗（SixTONES） ファーストサマーウイカ                                                                     |                                              |
| #240   | 11月14日 | 映画「バック・トゥ・ザ・フューチャー」のあのデロリアンを完全再現しちゃった人（津和敏夫）                                                                                     | 高山一実 岡部大（ハナコ）                                                                                       |                                              |
| #241   | 11月21日 | 20年前のFIFAワールドカップで本当は呼ぶつもりなかったのにカメルーン代表をもてなすハメになった中津江村の人（長谷俊介）                                                         | 内田篤人 秋山竜次（ロバート）                                                                                   |                                              |
| #242   | 11月28日 | ただの競輪オタクだったのに27歳で脱サラして競輪選手になり、オタクの知識だけで優勝しまくっている人（米嶋恵介）                                                                 | 西畑大吾（なにわ男子） 福田麻貴（3時のヒロイン）                                                                |                                              |
| #243   | 12月5日  | ゴリゴリのギャルで遊んでばかりいたら突然赤字1000万円の和菓子屋さんを継ぐことになり奮闘した結果、ある変な癖のおかげでV字回復させちゃった人（榊萌美）                          | 安達祐実 あんり（ぼる塾）                                                                                       |                                              |
| #244   | 12月12日 | ひょんなことから新潟の老舗ラーメンを継ぐことになった伝説のバンドHi-STANDARDの人（難波章浩）                                                                                  | EXILE TAKAHIRO（EXILE） 小峠英二（バイきんぐ）                                                                  |                                              |
| #245   | 12月19日 | 「欲しい」と思ったものは片っ端から手に入れて実はものスゴいプロフィールを持っているけど、そのせいで大変な生活を送っている芸人カニササレアヤコ                                 | 鈴鹿央士 近藤春菜（ハリセンボン）                                                                               |                                              |

#### 2023年
| 放送回 | 放送日   | 内容 | 客員研究員                                                        | 備考                            |
| ------ | -------- | --- | ----------------------------------------------------------------- | ------------------------------- |
| #246   | 1月9日   | ラッパーになりたい孫を応援してるうちに自分もハマってしまって孫とラップユニットを組んでる人（MCでこ八） | 京本大我（SixTONES） サーヤ（ラランド）                           |                                 |
| #247   | 1月16日  | ある理由で巨大な石を持ち上げちゃったせいで地元の北陸地方を大パニックにした張本人（そばつぶ） | 千葉雄大 ファーストサマーウイカ                                   |                                 |
| #248   | 1月23日  | 看護師と洞窟探検家の二刀流をやっている人（山口夕佳里） | 堀田茜 宮沢氷魚                                                   |                                 |
| #249   | 1月30日  | キャバクラ嬢からおじさんだらけのタクシードライバーの世界に1人で飛び込んで女性最年少の快挙を達成しちゃった人（村瀬沙織） | 塚地武雅（ドランクドラゴン） 長濱ねる                             |                                 |
| #250   | 2月6日   | - バッティングセンターに通っては飛んでくる160km/hの球を日本刀で真っ二つにしてる人（鈴木勇悦） - 知らない人の草野球に交ぜてもらっては、めちゃくちゃ盗塁しまくって7年連続で100盗塁を達成してる人（山崎二郎）                                    | 那須雄登（美 少年） ヒコロヒー                                    |                                 |
| #251   | 2月13日  | 地球一周分、およそ4万㎞歩き9日間飲まず食わず寝ず「日本の仏教で最も過酷な修行」と言われる千日回峰行を達成した人（光永圓道） | 佐藤隆太 吉住                                                     |                                 |
| #252   | 2月20日  | 自分が社長を務める人材紹介会社がコロナで大ピンチの時にずっと美味しい海鮮丼の事だけを考えていた人（蛎田一博） | 倉科カナ 向井慧（パンサー）                                       |                                 |
| #253   | 2月27日  | 学校に行かず部屋でアニメばかり見ていたけどあるアニメ（ラブライブ!サンシャイン!!）の聖地巡礼がしたい一心で自転車を漕ぎまくったら嘘みたいに脚力がついてインターハイに出場しちゃった人（小山大登）                                               | 三宅健 渋谷凪咲（NMB48）                                          |                                 |
| #254   | 3月6日   | 赤井英和先輩を喜ばせる為に生きていたら大阪の串かつ王になっちゃった人（上山勝也） | 大西流星（なにわ男子） 貴島明日香                                 |                                 |
| #255   | 3月13日  | 自分を苦しめるためにラーメン屋さんをオープンした人（石動龍） | 川村壱馬（THE RAMPAGE from EXILE TRIBE） 近藤春菜（ハリセンボン） |                                 |
| #256   | 3月20日  | SP!上沼恵美子＆加賀まりこ…レジェンド大先輩が衝撃人生を全告白 |                                                                   | 90分スペシャル（20:30 - 21:54） |
| #257   | 3月27日  | アームレスリングが強すぎて女性をみんな倒しちゃったので男性をどんどん倒し始めている人（竹中絢音） | 髙橋優斗（HiHi Jets） 田中卓志（アンガールズ）                    |                                 |
| #258   | 4月3日   | 17歳で町内会長になっちゃった人（金子陽飛） | 片寄涼太（GENERATIONS from EXILE TRIBE） 秋山竜次（ロバート）     |                                 |
| #259   | 4月10日  | アナウンサーをやりながらいかめし屋さんの社長として毎日いかを仕込んでいるので生活がパンクしている人（今井麻椰） | トリンドル玲奈 森田哲矢（さらば青春の光）                         |                                 |
| #260   | 4月17日  | 暇すぎるという理由だけで5年間毎日動物園に開園から閉園まで居座って絵を描いている人（琴塚吉太朗） | カズレーザー（メイプル超合金） 小芝風花                           |                                 |
| #261   | 4月24日  | おじいちゃんが残した潰れる寸前の町中華屋さんをある方法で復活させた女子大生とその幼馴染（池田穂乃花＆許維娟） | 加納（Aマッソ） 北村一輝                                          |                                 |
| #262   | 5月1日   | 10年間誰かに言うこともなく人知れずこの世に存在しない架空の駅を1万個以上考えている人（Kota) | 福田麻貴（3時のヒロイン） 増田貴久（NEWS）                        |                                 |
| #263   | 5月8日   | 62歳で路上生活しながら小説を書きめっちゃデカい賞（大藪春彦賞）を獲って作家デビューした人（赤松利市） | 中村アン 屋敷裕政（ニューヨーク）                                 |                                 |
| #264   | 5月15日  | お金が無さすぎるので…片っ端からミスコンに出場しその賞金で生きていた人（白石さおり） | 朝日奈央 向井慧（パンサー）                                       |                                 |
| #265   | 5月22日  | 野口聡一さんが宇宙で食べたサバ缶を14年かけて作った学校の先生（小坂康之） | 秋山竜次（ロバート） 若槻千夏                                     |                                 |
| #266   | 5月29日  | 信じられない身体能力のおかげで一回も野球をやったことがなかったのにプロ野球選手にまで上り詰めちゃった人（近田豊年） | 滝沢カレン せいや（霜降り明星）                                   |                                 |
| #267   | 6月5日   | 子役時代に得た特殊能力で芸能界引退後大成功している細山くん（細山貴嶺） | 伊藤沙莉 吉村崇（平成ノブシコブシ）                               |                                 |
| #268   | 6月12日  | 信じられないくらいお金持ちな人の付き人 | 白洲迅 ヒコロヒー                                                 |                                 |
| #269   | 6月19日  | 実家のオーダースーツ屋さんを立て直すため自社のスーツを着てスキージャンプやスキューバダイビングをする社長（佐田展隆） | 生田斗真 加藤史帆（日向坂46）                                     |                                 |
| #270   | 6月26日  | ダメダメなADだったせいでとんでもない大失敗をした結果、世界の名だたる山々を登りまくってる人（かほ） | 堀田茜 森田哲矢（さらば青春の光）                                 |                                 |
| #271   | 7月3日   | - 正統派の料理人になるつもりが父親（寺澤卓也）が市場で余った変な魚ばかり爆買いしてくるので毎日ブチギレながらメニュー開発している息子（寺澤京） - 全く似せようと思ってなかったのに年を追うごとに段々と葉加瀬太郎に似てきちゃった人（最上峰行） | 笠松将 向井慧（パンサー）                                         |                                 |
| #272   | 7月10日  | 律儀すぎてお世話になった社長の提案を断れず、ヴィジュアル系のメイクをした状態で上場企業の営業マンをやっている人（堤貴宏） | 中村倫也 福田麻貴（3時のヒロイン）                                |                                 |
| #273   | 7月24日  | カッコつけていたら中1からリアルに1人で生きることになり、しかも学校や友達にはず～っと内緒にしてた人（ぱーてぃーちゃん すがちゃん最高No.1） | でか美ちゃん 松村北斗（SixTONES）                                 |                                 |
| #274   | 7月31日  | アメリカに留学中、家賃が払えず家を失ったため持っていたカヤックに乗り込み3000km川下りして壮大な冒険をした人（佐藤ジョアナ玲子） | カズレーザー（メイプル超合金） 髙橋ひかる                         |                                 |
| #275   | 8月14日  | 70歳で芸人を目指し、5年間若手に混じって勝ち上がり史上最高齢でよしもとの劇場メンバーになった人（おばあちゃん） | 川﨑皇輝（少年忍者） あんり（ぼる塾）                             |                                 |
| #276   | 8月21日  | 経営破綻したバスケットチームをとにかくなんとかしなくちゃいけなくなり6000万円借金しながら立て直した人（山谷拓志） | 滝沢カレン 小宮浩信（三四郎）                                     |                                 |
| #277   | 8月28日  | 本場ブラジルのサンバカーニバルで日本人女性初のセンターを飾った人（PIETER) | 塚地武雅（ドランクドラゴン） 畑芽育                               |                                 |
| #278   | 9月4日   | 車のレースゲームで世界大会優勝したので本物の車でもレースに出てみたらめちゃくちゃ勝ちまくりプロレーサーになっちゃった人（冨林勇佑） | 上川隆也 ゆうちゃみ                                               |                                 |
| #279   | 9月11日  | 高2で水族館の館長を任され閉館寸前の状態から再建した男（亀井裕介） | 秋山竜次（ロバート） 若槻千夏                                     |                                 |
| #280   | 9月18日  | 推しのアイドル（鈴木愛理）が抹茶大好きで訪れたお店を片っ端から聖地巡礼していたら 異常に抹茶に詳しくなり今大注目の抹茶ブランドで社長をしている人（久保田夏美）                                                                                 | 屋敷裕政（ニューヨーク） ゆうちゃみ                               |                                 |
| #281   | 9月25日  | ギリギリの生活から抜け出すためギャル雑誌を読み漁った結果人生大逆転した人（佐々木良） | 近藤春菜（ハリセンボン） 山田涼介（Hey! Say! JUMP）               |                                 |
| #282   | 10月2日  | 自分のお店のメニュー「日替わりラーメン」を 文字通り本当に毎日替えながら出しているので2年で600種類以上のラーメンを作っちゃった人（曽根弘生）                                                                                                   | 嶋佐和也 (ニューヨーク) 真木よう子                                |                                 |
| #283   | 10月9日  | 「日本人には参戦すら不可能」と言われた空のF1・エアレースで優勝し世界一のパイロットになった人（室屋義秀） | 池田美優 森田哲矢（さらば青春の光）                               |                                 |
| #284   | 10月16日 | ある余計な一言を言ったせいでテレビゲーム史に残る重大なバグ（バントホームラン）を生み出し日本中を大混乱に陥れた張本人(関雅行) | 福田麻貴（3時のヒロイン） 向井慧（パンサー）                      |                                 |
| #285   | 10月23日 | 女の子にモテたくてモテたくて猛勉強して東大に入ったけど全然モテず、どうにかモテるため歌舞伎町で「東大生ホスト」になった人（えーすけ） | 山本舞香 吉村崇（平成ノブシコブシ）                               |                                 |
| #286   | 10月30日 | 育てている小松菜にヘビメタを聞かせ続けて7年…何の効果も感じないけどやめるにやめられなくなっている人（長山衛） | 高梨臨 田中卓志（アンガールズ）                                   |                                 |
| #287   | 11月6日  | ひょんなことから一切喋ってはいけないキャラクター 「トランプマン」になってしまったマジシャン | 秋山竜次（ロバート） 田村保乃（櫻坂46）                           |                                 |
| #288   | 11月13日 | 27歳年上のファンと結婚したアイドル（幸巴） | 磯村勇斗 加納（Aマッソ）                                          |                                 |
| #289   | 11月20日 | 東大卒の音楽家で運動をほとんどした事がなかったのに25歳からテニスを始め39歳で世界ランキングに入った人（市川誠一郎） | 秦基博 福田麻貴（3時のヒロイン）                                  |                                 |
| #290   | 11月27日 | 本物の騎士(ナイト)（武田秀太郎） | 千葉雄大 あんり（ぼる塾）                                         |                                 |
| #291   | 12月4日  | 小学生の頃から大人になるまでほぼ誰にも言わずに隠れて作っていた紙のロボットが世界で評価されちゃった人（安居智博） | 滝沢カレン 向井慧（パンサー）                                     |                                 |
| #292   | 12月11日 | 北九州成人式のド派手な衣装を作っていたら海外でデザイナーとして評価され世界的なコレクションにデビューしちゃった人（池田雅） | カズレーザー（メイプル超合金） 齋藤京子（日向坂46）               |                                 |
| #293   | 12月18日 | - 売れることに執着しすぎて一か八かパリコレに潜り込んだ結果、奇跡的にランウェイを歩いた人（麻衣阿） - 経営者の彼に執着しすぎて自ら起業、いつか彼氏の会社を乗っ取ろうとしてる人（高桑蘭佳）                                                     | 近藤春菜（ハリセンボン） 森田哲矢（さらば青春の光）               |                                 |

#### 2024年
| 放送回 | 放送日   | 内容 | 客員研究員                                          | 備考 |
| ------ | -------- | --- | --------------------------------------------------- | ---- |
| #294   | 1月8日   | サウナの中で演劇をするショーアウフグースで世界一になった２人（黒川優磨、佐野マユ香） | ヒコロヒー 若槻千夏                                 |      |
| #295   | 1月15日  | 農家なのにギャルをつらぬいていたら、いつの間にか農業の衰退に立ち向かうカリスマになっていた人 （株式会社アグリたきもと 代表取締役 海道瑞穂）                                                                                                 | 澤部佑(ハライチ) 山田杏奈                           |      |
| #296   | 1月22日  | 私立 大阪偕星学園高等学校のキムチ部 部長と副部長（栗川大輝、楊楓太） | ハシヤスメ・アツコ 道枝駿佑（なにわ男子）           |      |
| #297   | 1月29日  | ほぼ刑務所だけでライブしているアイドル（Peix²(ペペ)） | サーヤ（ラランド） 西川貴教                         |      |
| #298   | 2月5日   | 偶然見つけた看板をヒントに服を作ったらわずか9坪のお店で1日3800万円のバカ売れ！年商28億円を売り上げた伝説のデザイナーさん（セーラーズの社長）                                                                                                | 塚地武雅（ドランクドラゴン） ヒコロヒー             |      |
| #299   | 2月12日  | あのアイス（ガリガリ君）を年間4億本売れる国民的アイスにした人（萩原史雄） | 平子祐希（アルコ＆ピース） 前田敦子                 |      |
| #300   | 2月19日  | 世界最長4kmの流しそうめんをどうしてもやりたくて街中を巻き込んで大騒動を引き起こした人（安倍美緒） | 伊藤淳史 加納（Aマッソ）                            |      |
| #301   | 2月26日  | 学校一のヤンキーだったけどひょんなことからピアノのコンクールに挑戦!わずか4ヶ月で金賞を獲得し更生に成功した少年（志岐佳篤）と頑張ったピアノの先生（一丸紗千子）                                                                              | 森香澄 吉村崇（平成ノブシコブシ）                   |      |
| #302   | 3月4日   | つい一目惚れをしてしまった事で人生が激変しちゃったママ（Kaori） | 池田美優 河井ゆずる（アインシュタイン）             |      |
| #303   | 3月11日  | ヘルニアで1年間寝っぱなしの生活だったので暇つぶしでタンバリンを叩いていたら知らない間に極めてしまって日本トップレベルになった人（大石竜輔）                                                                                                 | 滝沢カレン 間宮祥太朗                               |      |
| #304   | 3月18日  | - アナウンサーだけど大学6浪した人（原千晶） - 塾にも行かず6歳で始めた進研ゼミだけをコツコツやって超難関・一橋大学に現役合格した人（ナイチンゲールダンス・中野なかるてぃん）                                                                 | 滝沢カレン 谷まりあ                                 |      |
| #305   | 3月25日  | 9歳からフォーミュラカーを乗り回し17歳で日本のトップフォーミュラの日本人女性初史上最年少のドライバーに決まった人（野田樹潤） | 小籔千豊 でか美ちゃん                               |      |
| #306   | 4月1日   | 目がほとんど見えていないけどある日とんでもない嗅覚があることに気づき匂いだけで究極のラーメンを作り出し大繁盛させた人（関根悟史） | 近藤春菜（ハリセンボン） 森田哲矢（さらば青春の光） |      |
| #307   | 4月8日   | 勝手に才能を見出し、本人に気づかれないようにパワーリフティングをさせてアジア2位に押し上げたジムのトレーナー（吉田晃）と気づかずダイエットのためだと思って練習してた会員さん（佐藤南）                                                       | あんり（ぼる塾） 石原さとみ                         |      |
| #308   | 4月15日  | プロレスラー引退後、あの手この手で正体を秘密にしていたブル中野 | 加納（Aマッソ） ヤーレンズ                          |      |
| #309   | 4月19日  | あの！ヤマンバギャル！（あぢゃ） | 池田美優 滝沢カレン                                 |      |
| #310   | 5月6日   | 町民を巻き込んだ７２時間サッカーを開催した結果、大変な事になった２人（石原一則、Marco.） | 幸澤沙良 小籔千豊                                   |      |
| #311   | 5月11日  | - 日本一引退危機に直面している俳優 “梅沢富美男” - 大ピンチのたびにやりすぎなくらい大胆にハンドルを切って生き抜いてきた人 “小林幸子” | ホラン千秋 水野美紀 向井慧（パンサー）              |      |
| #312   | 5月13日  | - 双子で、2人とも大食いなので 大食いの才能に気づかなかった人たち（はらぺこツインズ） - 溺愛する息子のため作り始めたキャラ弁がさすがに凄すぎて アーティストの領域に達してしまった人（Nancy（松浦美喜））                                     | 玉森裕太（Kis-My-Ft2） 福田麻貴（３時のヒロイン）   |      |
| #313   | 5月20日  | - 24時間プロレスという大記録に挑んだ結果、思わぬアクシデントに阻まれ全然達成できなかった人（キューティーエリー・ザ・エヒメ） - ＳＮＳで大事なライブイベントの告知をしようとしたら、奇跡的な確率でとんでもないミスを犯したバンド（AIRCRAFT） | 小峠英二（バイきんぐ） 山本舞香                     |      |
| #314   | 5月27日  | ストリートピアノを弾いていたら突然、中止寸前の演奏会で代役を務めることになり、結果、見事会場を盛り上げることに成功したヒーロー本人 | 近藤春菜（ハリセンボン） 松田元太（Travis Japan）   |      |
| #315   | 6月3日   | アイドルとしてはブレイクできずに引退したけど、経営者側に回って、いまグラビア界を席巻する芸能事務所の社長をしてる人（よきゅーん） | 嶋佐和也（ニューヨーク） 福本莉子                   |      |
| #316   | 6月10日  | 超過酷なアイスフリーダイビングの世界記録を達成後まさかの大事件が起きた人（尾関靖子） | 秋山竜次（ロバート） ヒコロヒー                     |      |
| #317   | 6月17日  | 何をやっても全くうまくいかなかったのでヤケクソになり「レンタルぶさいく」というサービスを始めた人（レンタルぶさいく） | 田中卓志（アンガールズ） 萩原利久                   |      |
| #318   | 6月24日  | 49歳で突如ダンスに目覚め、わずか3年でプロダンサーを撃破しロボットダンスバトルで優勝した主婦（屋代まどか） | 京本大我（SixTONES） ヒコロヒー                     |      |
| #319   | 7月1日   | L'Arc〜en〜Cielに会いたいという気持ちだけでプロバイオリニストをやっている人（ゆさそば） | 池田美優 渡辺翔太（Snow Man）                       |      |
| #320   | 7月8日   | 「学校でアイスを販売して欲しい」という生徒の意見が何年間も通らなかったことがキッカケで51年続いた学校の制度を変えた3人（宮城県仙台第三高校代議員会議長）                                                                                     | 髙橋ひかる 屋敷裕政（ニューヨーク）                 |      |
| #321   | 7月15日  | 突風で倒壊した会社の倉庫から偶然幻と言われた醤油の酵母菌を発見！試行錯誤の結果、見事極上の醤油をつくり出すことに成功した人（鈴木義丸） | 飯沼愛 カズレーザー（メイプル超合金）               |      |
| #322   | 7月22日  | ペットボトルのキャップを投げる遊びにハマりすぎた結果、なぜか世界的大企業から働いて欲しいと声がかかった人（わっきゃい） | 平子祐希（アルコ＆ピース） 松下奈緒                 |      |
| #323   | 8月5日   | 夫婦喧嘩で夫に全く敵わなかったので強くなろうとした結果、45歳でボクシングWBCアジア女子王者になった人（森本圭美） | 秋山竜次（ロバート） 比嘉愛未                       |      |
| #324   | 8月19日  | 日本ではほぼ無名で鳴かず飛ばずだったのにイギリスで大旋風を巻き起こしている謎の兄弟バンド（SAHAJi） | 大西流星（なにわ男子） 福田麻貴（3時のヒロイン）    |      |
| #325   | 8月26日  | オバケの英才教育で育った結果、今までにない新しいお化け屋敷を作りまくっている人（岩名謙太） | 滝沢カレン ファーストサマーウイカ                   |      |
| #326   | 9月2日   | 全然ヤンキーじゃないのに23年間毎日リーゼントで生活している人（矢板宏） | 大谷亮平 ヒコロヒー                                 |      |
| #327   | 9月9日   | 5年間片思いしていた女性にフラれた寂しさからその女性のAIを作り、それがきっかけで日本のAI事業の最前線で活躍している人（本田崇人） | 桜井日奈子 森本晋太郎（トンツカタン）               |      |
| #328   | 9月16日  | GKなのに4年連続でゴールを決めている人（廣末陸） | 森田剛 ゆうちゃみ                                   |      |
| #329   | 9月23日  | たった一杯のラーメンがきっかけでセーラー服を着続けている人（小林秀章） | 池田美優 小籔千豊                                   |      |
| #330   | 9月30日  | 役者になりたかった85歳のおじいちゃん（西本匡克）を映画主演デビューさせちゃった娘と孫（西本浩子） | 板垣李光人 福田麻貴（３時のヒロイン）               |      |
| #331   | 10月7日  | 15年間たった1人でシミの研究をし続けて70万本売れるとんでもないシミ抜き剤を作っちゃった人（浅川ふみ） | 菜々緒 吉村崇（平成ノブシコブシ）                   |      |
| #332   | 10月14日 | ごく普通の主婦から一転!プロの水死体役として引っ張りだこになった人（飯島史子） | でか美ちゃん 堂本剛（KinKi Kids）                   |      |
| #333   | 10月21日 | 超有名激辛ラーメンチェーン（蒙古タンメン中本）にどハマりし「毎日好きな時間に食べたい」と会社を辞めてしまい家族が呆れてる人（づけとご） | あんり（ぼる塾） 溝端淳平                           |      |
| #334   | 10月28日 | 青春時代、鉄カブトをかぶって過ごした結果、世界を驚かすダンサーになった人（ノザキタイガ） | 田中卓志（アンガールズ） 那須雄登（美 少年）        |      |
| #335   | 11月4日  | かくれんぼ日本代表 不動のキャプテン（高山勝） | 滝沢カレン 森本晋太郎（トンツカタン）               |      |
| #336   | 11月11日 | 強豪バスケ部だったのに高校（和歌山南陵高等学校）が潰れかけて部員がたったの6人に激減！その逆境に打ち勝ち全国大会に出場した監督（和中裕輔）と生徒                                                                                             | 田中直樹（ココリコ） 渡邉美穂                       |      |
| #337   | 11月18日 | 山奥でただひたすら棍棒を振り回している人（東樫） | 池田美優 向井慧（パンサー）                         |      |
| #338   | 11月25日 | メニューの数が4971品にも達してしまいパニックになっている居酒屋の店主（平田尚也） | 影山優佳 澤部佑（ハライチ）                         |      |
| #339   | 12月2日  | 1日の食費200円の節約生活を20年続けて30代で家を3軒買った人（田母神咲） | 塚地武雅（ドランクドラゴン） 西畑大吾（なにわ男子） |      |
| #340   | 12月9日  | - 無駄を排除しまくった結果、6年間、ひたすら完全栄養フードの粉を食べて生きてる人（笠原元輝） - 踊りながら髪を切る美容師（藤堂正之） | カズレーザー（メイプル超合金） 山崎怜奈             |      |
| #341   | 12月16日 | 人生を変えようと超過酷なカニ漁船に10カ月乗ったら海で白い粉を引き上げた人（横荒木蟹男） | サーヤ（ラランド） 棚橋弘至                         |      |

#### 2025年
| 放送回  | 放送日  | 内容 | 客員研究員                                              | 備考                             |  |
| ------- | ------- | --- | ------------------------------------------------------- | -------------------------------- |  |
| #342    | 1月6日  | たまたま同じ名前の女優さんが隣に住んでいたことがきっかけで、憧れの芸能界に入り執念で30年以上サバイブし続けている人（沖直実）                                                                        | カズレーザー（メイプル超合金） 宮近海斗（Travis Japan） |                                  |  |
| #343    | 1月13日 | 嘘みたいな方法で色んな国の砂漠を森にしている地球の救世主（大山修一） | 松本若菜 向井慧（パンサー）                             |                                  |  |
| #344    | 1月20日 | 閉店寸前に追い込まれた居酒屋を復活させた若者（橋爪音寿）と70代インフルエンサー店主（石丸清隆） | 阿部なつき 近藤春菜（ハリセンボン）                     |                                  |  |
| #345    | 1月27日 | 経営がカッツカツなのに食材の仕入れよりもあるものの仕入れを優先している食堂の店主（鶴亀屋食堂 佐藤勇）                                                                                               | 浮所飛貴（美 少年） 藤本美貴                            |                                  |  |
| #346    | 2月3日  | 現代の文明社会で生きるのにもう疲れたので縄文時代の生活に逃げてるサラリーマン（週末縄文人） | 増田貴久（NEWS） 森田哲矢（さらば青春の光）             |                                  |  |
| #347    | 2月10日 | コンビニで商品を盗もうとして大暴れした男を格闘技経験ゼロなのにヘッドロックでぶっ倒したらSNSで大バズりした女性（梁果琳）                                                                             | あんり（ぼる塾） 板垣李光人                             |                                  |  |
| #348    | 2月17日 | プロミュージシャンだったけど交通事故に遭い演奏も楽器のことも全部忘れちゃった代わりにとんでもない特殊能力に目覚めた人（GOMA）                                                                        | 滝沢カレン 福田麻貴（3時のヒロイン）                    |                                  |  |
| #349    | 2月24日 | 人間を丸洗いする洗濯機を55年の時を超えて完成させた2人（青山恭明、山谷英二） | あの 森田哲矢（さらば青春の光）                         |                                  |  |
| #350    | 3月3日  | トラックの運転中ラジオの英会話しか聞けなかったおかげで英語の勉強に目覚め51歳にしてアメリカの大学に合格できた人（田中伸和）                                                                          | 池田美優 鈴鹿央士                                       |                                  |  |
| #351    | 3月10日 | 15年間、ほぼ毎日当選し続ける懸賞の女王（平山佳苗） | 澤部佑（ハライチ） 菅原咲月（乃木坂46）                 |                                  |  |
| #352    | 3月17日 | 琵琶湖の守り人（マーシー） | 作間龍斗（ACEes） みりちゃむ                            |                                  |  |
| #353    | 3月24日 | ピアノの超英才教育を受けて世界三大音楽院に首席で入学し、日本の音楽界の将来を背負う存在だったけど板倉さんのせいで芸人になった人（きり）                                                              | 板倉俊之（インパルス） 長尾謙杜（なにわ男子）           |                                  |  |
| #354    | 3月31日 | - 巨大マグロが竿にかかったのに通りがかった人が誰も手伝ってくれなかったので８時間もかかって１人で釣り上げた人（杉江雄樹） - ツキノワグマと遭遇したけどビビる事なく互角以上に渡り合った男（佐藤誠志） | 上田晋也（くりぃむしちゅー）                            |                                  |  |
| #355    | 4月7日  | キャバクラ嬢として十分成功しているのにもっともっとスリルを味わいたくてプロのキックボクサーとの二刀流をしている人（あゆな）                                                                          | 井ノ原快彦（20th Century） ヒコロヒー                   |                                  |  |
| #356    | 4月14日 | 無口でからかわれがちな少年だったけど中国の秘伝と言われる伝統芸能「変面」を独学でマスターし クラスメイトの度肝を抜いた人（菅原一将）                                                                 | 飯尾和樹（ずん） 河合優実                               |                                  |  |
| #357    | 4月21日 | 高校バレーで相手選手や審判にどうしても暴言を吐いてしまう選手と春高バレーを一緒に戦って歴史的な勝利を挙げた監督（星原優来、桑名圭司）                                                                | 畑芽育 ジャンボたかお（レインボー）                     |                                  |  |
| #358    | 4月28日 | 最も無理して極悪レスラーをやっていた人（天山広吉） | 高梨臨 松井ケムリ（令和ロマン）                         |                                  |  |
| #359    | 5月5日  | - 学校で嫌われていたカメムシを不憫に思いカメムシのいい所を探求した中学生（定倫太郎、山岡依織） - なんとしても納豆を片手で混ぜたくて研究していたら研究コンテストで金賞を取った女子高生（原深唯）     | 小籔千豊 友田オレ もう中学生                            |                                  |  |
| #360    | 5月12日 | 伝説の事件記者として約４０年間凶悪犯罪や暴力団を追い続けた結果、保育士になった人（緒方健二） | アンミカ 澤部佑（ハライチ）                             |                                  |  |
| #傑作選 | 5月18日 | - 踊りながら髪を切る美容師（2024年12月9日放送分の再放送） - ルシファー吉岡 初冠番組 | ルシファー吉岡 小宮浩信（三四郎）                       | テレビ朝日、メ～テレのみでの放送 |  |
| #361    | 5月19日 | 東北地方唯一!?のギャル男（こしょー） | 丸山隆平（SUPER EIGHT) ゆうちゃみ                       |                                  |  |
| #362    | 5月26日 | うどん屋を始めようと店舗を借りて看板もつけたけど極端な人見知りすぎて全然オープンできず、ずーーーーっと店内で震えていた人（鐘ヶ江健二）                                                              | 池田美優 高橋一生                                       |                                  |  |

## ネット局

### 深夜番組（ローカルセールス）時代
| 放送対象地域   | 放送局                | 系列                 | 放送時間                     | 放送開始日     | 遅れ       |
| -------------- | --------------------- | -------------------- | ---------------------------- | -------------- | ---------- |
| 関東広域圏     | テレビ朝日（EX）      | テレビ朝日系列       | 木曜 2:21 - 2:51（水曜深夜） | 2016年10月9日  | 【制作局】 |
| 愛媛県         | 愛媛朝日テレビ（eat） | テレビ朝日系列       | 火曜 1:20 - 1:50（月曜深夜） | 2016年10月18日 | 遅れネット |
| 秋田県         | 秋田朝日放送（AAB）   | テレビ朝日系列       | 金曜 0:50 - 1:20（木曜深夜） | 2016年10月21日 | 遅れネット |
| 青森県         | 青森朝日放送（ABA）   | テレビ朝日系列       | 金曜 1:15 - 1:45（木曜深夜） | 2016年10月21日 | 遅れネット |
| 岩手県         | 岩手朝日テレビ（IAT） | テレビ朝日系列       | 火曜 1:20 - 1:50（月曜深夜） | 2016年10月25日 | 遅れネット |
| 福岡県         | 九州朝日放送（KBC）   | テレビ朝日系列       | 木曜 2:20 - 2:50（水曜深夜） | 2016年10月27日 | 遅れネット |
| 日本全域       | テレ朝チャンネル1     | テレビ朝日系列CS放送 | 土曜 22:30 - 23:00           | 2016年11月19日 | 遅れネット |
| 石川県         | 北陸朝日放送（HAB）   | テレビ朝日系列       | 水曜 2:00 - 2:30（火曜深夜） | 2017年1月11日  | 遅れネット |
| 香川県・岡山県 | 瀬戸内海放送（KSB）   | テレビ朝日系列       | 日曜 0:30 - 1:00（土曜深夜） | 2017年4月23日  | 遅れネット |
| 山口県         | 山口朝日放送（yab）   | テレビ朝日系列       | 日曜 0:30 - 1:00（土曜深夜） | 2017年4月23日  | 遅れネット |

過去のネット局
- 福島県・福島放送（KFB）：日曜 0:45 - 1:15（土曜深夜）、2016年10月9日 - 2016年1月15日（同時ネット）。
- 富山県・チューリップテレビ（TUT、TBS系列）：火曜 0:10 - 0:44（月曜深夜）、2016年10月25日 - 2017年3月28日[注 17]

不定期ネット局
- 北海道：北海道テレビ（HTB）[注 18]
- 中京広域圏：名古屋テレビ（メ〜テレ/NBN）
- 近畿広域圏：朝日放送（ABC）
- 宮崎県：テレビ宮崎（UMK）
- 沖縄県：琉球朝日放送（QAB）

### ネオバラエティ時代（第1期）
| 放送対象地域   | 放送局                       | 系列           | 放送日時                     | 放送開始日     | 遅れ       |
| -------------- | ---------------------------- | -------------- | ---------------------------- | -------------- | ---------- |
| 関東広域圏     | テレビ朝日（EX）             | テレビ朝日系列 | 月曜 23:20 - 翌0:20          | 2017年10月2日  | 【制作局】 |
| 北海道         | 北海道テレビ（HTB）          | テレビ朝日系列 | 月曜 23:20 - 翌0:20          | 2017年10月2日  | 同時ネット |
| 青森県         | 青森朝日放送（ABA）          | テレビ朝日系列 | 月曜 23:20 - 翌0:20          | 2017年10月2日  | 同時ネット |
| 岩手県         | 岩手朝日テレビ（IAT）        | テレビ朝日系列 | 月曜 23:20 - 翌0:20          | 2017年10月2日  | 同時ネット |
| 宮城県         | 東日本放送（KHB）            | テレビ朝日系列 | 月曜 23:20 - 翌0:20          | 2017年10月2日  | 同時ネット |
| 秋田県         | 秋田朝日放送（AAB）          | テレビ朝日系列 | 月曜 23:20 - 翌0:20          | 2017年10月2日  | 同時ネット |
| 山形県         | 山形テレビ（YTS）            | テレビ朝日系列 | 月曜 23:20 - 翌0:20          | 2017年10月2日  | 同時ネット |
| 福島県         | 福島放送（KFB）              | テレビ朝日系列 | 月曜 23:20 - 翌0:20          | 2017年10月2日  | 同時ネット |
| 長野県         | 長野朝日放送（abn）          | テレビ朝日系列 | 月曜 23:20 - 翌0:20          | 2017年10月2日  | 同時ネット |
| 新潟県         | 新潟テレビ21（UX）           | テレビ朝日系列 | 月曜 23:20 - 翌0:20          | 2017年10月2日  | 同時ネット |
| 静岡県         | 静岡朝日テレビ（SATV）       | テレビ朝日系列 | 月曜 23:20 - 翌0:20          | 2017年10月2日  | 同時ネット |
| 石川県         | 北陸朝日放送（HAB）          | テレビ朝日系列 | 月曜 23:20 - 翌0:20          | 2017年10月2日  | 同時ネット |
| 中京広域圏     | 名古屋テレビ（メ〜テレ/NBN） | テレビ朝日系列 | 月曜 23:20 - 翌0:20          | 2017年10月2日  | 同時ネット |
| 広島県         | 広島ホームテレビ（HOME）     | テレビ朝日系列 | 月曜 23:20 - 翌0:20          | 2017年10月2日  | 同時ネット |
| 山口県         | 山口朝日放送（yab）          | テレビ朝日系列 | 月曜 23:20 - 翌0:20          | 2017年10月2日  | 同時ネット |
| 香川県・岡山県 | 瀬戸内海放送（KSB）          | テレビ朝日系列 | 月曜 23:20 - 翌0:20          | 2017年10月2日  | 同時ネット |
| 愛媛県         | 愛媛朝日テレビ（eat）        | テレビ朝日系列 | 月曜 23:20 - 翌0:20          | 2017年10月2日  | 同時ネット |
| 福岡県         | 九州朝日放送（KBC）          | テレビ朝日系列 | 月曜 23:20 - 翌0:20          | 2017年10月2日  | 同時ネット |
| 長崎県         | 長崎文化放送（ncc）          | テレビ朝日系列 | 月曜 23:20 - 翌0:20          | 2017年10月2日  | 同時ネット |
| 熊本県         | 熊本朝日放送（KAB）          | テレビ朝日系列 | 月曜 23:20 - 翌0:20          | 2017年10月2日  | 同時ネット |
| 大分県         | 大分朝日放送（OAB）          | テレビ朝日系列 | 月曜 23:20 - 翌0:20          | 2017年10月2日  | 同時ネット |
| 鹿児島県       | 鹿児島放送（KKB）            | テレビ朝日系列 | 月曜 23:20 - 翌0:20          | 2017年10月2日  | 同時ネット |
| 沖縄県         | 琉球朝日放送（QAB）          | テレビ朝日系列 | 月曜 23:20 - 翌0:20          | 2017年10月2日  | 同時ネット |
| 近畿広域圏     | 朝日放送テレビ（ABC TV）     | テレビ朝日系列 | 火曜 0:35 - 1:37（月曜深夜） | 2017年10月3日  | 75分遅れ   |
| 鳥取県・島根県 | 日本海テレビ（NKT）          | 日本テレビ系列 | 水曜 15:50 - 16:50           | 2017年10月26日 | 遅れネット |

- 2018年7月1日の『日曜プライム』（21時 - 23時05分）で放送の2時間超スペシャル「激レアさんを連れてきた。映画みたいな激レアサクセスストーリー ゴールデンSP」はテレビ朝日系列フルネット24局で同時ネット。

### 土曜時代
| 放送対象地域   | 放送局                       | 系列                                         | 放送日時                    | 放送開始日    | ネット状況                   |
| -------------- | ---------------------------- | -------------------------------------------- | --------------------------- | ------------- | ---------------------------- |
| 関東広域圏     | テレビ朝日（EX）             | テレビ朝日系列                               | 土曜 22:10 - 23:10          | 2019年4月13日 | 【制作局】                   |
| 青森県         | 青森朝日放送（ABA）          | テレビ朝日系列                               | 土曜 22:10 - 23:10          | 2019年4月13日 | 同時フルネット               |
| 宮城県         | 東日本放送（KHB）            | テレビ朝日系列                               | 土曜 22:10 - 23:10          | 2019年4月13日 | 同時フルネット               |
| 秋田県         | 秋田朝日放送（AAB）          | テレビ朝日系列                               | 土曜 22:10 - 23:10          | 2019年4月13日 | 同時フルネット               |
| 中京広域圏     | 名古屋テレビ（メ〜テレ/NBN） | テレビ朝日系列                               | 土曜 22:10 - 23:10          | 2019年4月13日 | 同時フルネット               |
| 広島県         | 広島ホームテレビ（HOME）     | テレビ朝日系列                               | 土曜 22:10 - 23:10          | 2019年4月13日 | 同時フルネット               |
| 大分県         | 大分朝日放送（OAB）          | テレビ朝日系列                               | 土曜 22:10 - 23:10          | 2019年4月13日 | 同時フルネット               |
| 北海道         | 北海道テレビ（HTB）          | テレビ朝日系列                               | 土曜 22:15 - 23:10          | 2019年4月13日 | 同時ネット （22:15飛び乗り） |
| 岩手県         | 岩手朝日テレビ（IAT）        | テレビ朝日系列                               | 土曜 22:15 - 23:10          | 2019年4月13日 | 同時ネット （22:15飛び乗り） |
| 山形県         | 山形テレビ（YTS）            | テレビ朝日系列                               | 土曜 22:15 - 23:10          | 2019年4月13日 | 同時ネット （22:15飛び乗り） |
| 福島県         | 福島放送（KFB）              | テレビ朝日系列                               | 土曜 22:15 - 23:10          | 2019年4月13日 | 同時ネット （22:15飛び乗り） |
| 長野県         | 長野朝日放送（abn）          | テレビ朝日系列                               | 土曜 22:15 - 23:10          | 2019年4月13日 | 同時ネット （22:15飛び乗り） |
| 新潟県         | 新潟テレビ21（UX）           | テレビ朝日系列                               | 土曜 22:15 - 23:10          | 2019年4月13日 | 同時ネット （22:15飛び乗り） |
| 静岡県         | 静岡朝日テレビ（SATV）       | テレビ朝日系列                               | 土曜 22:15 - 23:10          | 2019年4月13日 | 同時ネット （22:15飛び乗り） |
| 石川県         | 北陸朝日放送（HAB）          | テレビ朝日系列                               | 土曜 22:15 - 23:10          | 2019年4月13日 | 同時ネット （22:15飛び乗り） |
| 近畿広域圏     | 朝日放送テレビ（ABC TV）     | テレビ朝日系列                               | 土曜 22:15 - 23:10          | 2019年4月13日 | 同時ネット （22:15飛び乗り） |
| 山口県         | 山口朝日放送（yab）          | テレビ朝日系列                               | 土曜 22:15 - 23:10          | 2019年4月13日 | 同時ネット （22:15飛び乗り） |
| 香川県・岡山県 | 瀬戸内海放送（KSB）          | テレビ朝日系列                               | 土曜 22:15 - 23:10          | 2019年4月13日 | 同時ネット （22:15飛び乗り） |
| 愛媛県         | 愛媛朝日テレビ（eat）        | テレビ朝日系列                               | 土曜 22:15 - 23:10          | 2019年4月13日 | 同時ネット （22:15飛び乗り） |
| 福岡県         | 九州朝日放送（KBC）          | テレビ朝日系列                               | 土曜 22:15 - 23:10          | 2019年4月13日 | 同時ネット （22:15飛び乗り） |
| 長崎県         | 長崎文化放送（NCC）          | テレビ朝日系列                               | 土曜 22:15 - 23:10          | 2019年4月13日 | 同時ネット （22:15飛び乗り） |
| 熊本県         | 熊本朝日放送（KAB）          | テレビ朝日系列                               | 土曜 22:15 - 23:10          | 2019年4月13日 | 同時ネット （22:15飛び乗り） |
| 鹿児島県       | 鹿児島放送（KKB）            | テレビ朝日系列                               | 土曜 22:15 - 23:10          | 2019年4月13日 | 同時ネット （22:15飛び乗り） |
| 沖縄県         | 琉球朝日放送（QAB）          | テレビ朝日系列                               | 土曜 22:15 - 23:10          | 2019年4月13日 | 同時ネット （22:15飛び乗り） |
| 鳥取県・島根県 | 日本海テレビ（NKT）          | 日本テレビ系列                               | 水曜 15:50 - 16:50          | 継続          | 遅れネット                   |
| 高知県         | 高知放送（RKC）              | 日本テレビ系列                               | 土曜 13:00 - 14:00          | 2019年10月5日 | 遅れネット                   |
| 宮崎県         | テレビ宮崎（UMK）            | フジテレビ系列 日本テレビ系列 テレビ朝日系列 | 水曜（火曜深夜）0:54 - 1:54 | 2019年4月2日  | 遅れネット                   |

### ネオバラエティ時代（第2期）
| 放送対象地域   | 放送局                       | 系列                                         | 放送日時                     | 遅れ          |
| -------------- | ---------------------------- | -------------------------------------------- | ---------------------------- | ------------- |
| 関東広域圏     | テレビ朝日（EX）             | テレビ朝日系列                               | 月曜 23:15 - 翌0:15          | 制作局        |
| 北海道         | 北海道テレビ（HTB）          | テレビ朝日系列                               | 月曜 23:15 - 翌0:15          | 同時ネット    |
| 青森県         | 青森朝日放送（ABA）          | テレビ朝日系列                               | 月曜 23:15 - 翌0:15          | 同時ネット    |
| 岩手県         | 岩手朝日テレビ（IAT）        | テレビ朝日系列                               | 月曜 23:15 - 翌0:15          | 同時ネット    |
| 宮城県         | 東日本放送（khb）            | テレビ朝日系列                               | 月曜 23:15 - 翌0:15          | 同時ネット    |
| 秋田県         | 秋田朝日放送（AAB）          | テレビ朝日系列                               | 月曜 23:15 - 翌0:15          | 同時ネット    |
| 山形県         | 山形テレビ（YTS）            | テレビ朝日系列                               | 月曜 23:15 - 翌0:15          | 同時ネット    |
| 福島県         | 福島放送（KFB）              | テレビ朝日系列                               | 月曜 23:15 - 翌0:15          | 同時ネット    |
| 長野県         | 長野朝日放送（abn）          | テレビ朝日系列                               | 月曜 23:15 - 翌0:15          | 同時ネット    |
| 新潟県         | 新潟テレビ21（UX）           | テレビ朝日系列                               | 月曜 23:15 - 翌0:15          | 同時ネット    |
| 静岡県         | 静岡朝日テレビ（SATV）       | テレビ朝日系列                               | 月曜 23:15 - 翌0:15          | 同時ネット    |
| 石川県         | 北陸朝日放送（HAB）          | テレビ朝日系列                               | 月曜 23:15 - 翌0:15          | 同時ネット    |
| 中京広域圏     | 名古屋テレビ（メ〜テレ/NBN） | テレビ朝日系列                               | 月曜 23:15 - 翌0:15          | 同時ネット    |
| 広島県         | 広島ホームテレビ（HOME）     | テレビ朝日系列                               | 月曜 23:15 - 翌0:15          | 同時ネット    |
| 山口県         | 山口朝日放送（yab）          | テレビ朝日系列                               | 月曜 23:15 - 翌0:15          | 同時ネット    |
| 香川県・岡山県 | 瀬戸内海放送（KSB）          | テレビ朝日系列                               | 月曜 23:15 - 翌0:15          | 同時ネット    |
| 愛媛県         | 愛媛朝日テレビ（eat）        | テレビ朝日系列                               | 月曜 23:15 - 翌0:15          | 同時ネット    |
| 福岡県         | 九州朝日放送（KBC）          | テレビ朝日系列                               | 月曜 23:15 - 翌0:15          | 同時ネット    |
| 長崎県         | 長崎文化放送（NCC）          | テレビ朝日系列                               | 月曜 23:15 - 翌0:15          | 同時ネット    |
| 熊本県         | 熊本朝日放送（KAB）          | テレビ朝日系列                               | 月曜 23:15 - 翌0:15          | 同時ネット    |
| 大分県         | 大分朝日放送（OAB）          | テレビ朝日系列                               | 月曜 23:15 - 翌0:15          | 同時ネット    |
| 鹿児島県       | 鹿児島放送（KKB）            | テレビ朝日系列                               | 月曜 23:15 - 翌0:15          | 同時ネット    |
| 沖縄県         | 琉球朝日放送（QAB）          | テレビ朝日系列                               | 月曜 23:15 - 翌0:15          | 同時ネット    |
| 近畿広域圏     | 朝日放送テレビ（ABC TV）     | テレビ朝日系列                               | 火曜 0:30 - 1:32（月曜深夜） | 1時間15分遅れ |
| 山梨県         | 山梨放送（YBS）              | 日本テレビ系列                               | 土曜 14:30 - 15:30           | 遅れネット    |
| 鳥取県・島根県 | 日本海テレビ（NKT）          | 日本テレビ系列                               | 水曜 1:35 - 2:35（火曜深夜） | 遅れネット    |
| 宮崎県         | テレビ宮崎（UMK）            | フジテレビ系列 日本テレビ系列 テレビ朝日系列 | 金曜 0:54 - 1:54（木曜深夜） | 遅れネット    |

### スーパーバラバラ大作戦時代
| 放送対象地域   | 放送局                       | 系列                                         | 放送日時                     | 遅れ          |
| -------------- | ---------------------------- | -------------------------------------------- | ---------------------------- | ------------- |
| 関東広域圏     | テレビ朝日（EX）             | テレビ朝日系列                               | 月曜 23:15 - 23:45           | 制作局        |
| 北海道         | 北海道テレビ（HTB）          | テレビ朝日系列                               | 月曜 23:15 - 23:45           | 同時ネット    |
| 青森県         | 青森朝日放送（ABA）          | テレビ朝日系列                               | 月曜 23:15 - 23:45           | 同時ネット    |
| 岩手県         | 岩手朝日テレビ（IAT）        | テレビ朝日系列                               | 月曜 23:15 - 23:45           | 同時ネット    |
| 宮城県         | 東日本放送（khb）            | テレビ朝日系列                               | 月曜 23:15 - 23:45           | 同時ネット    |
| 秋田県         | 秋田朝日放送（AAB）          | テレビ朝日系列                               | 月曜 23:15 - 23:45           | 同時ネット    |
| 山形県         | 山形テレビ（YTS）            | テレビ朝日系列                               | 月曜 23:15 - 23:45           | 同時ネット    |
| 福島県         | 福島放送（KFB）              | テレビ朝日系列                               | 月曜 23:15 - 23:45           | 同時ネット    |
| 長野県         | 長野朝日放送（abn）          | テレビ朝日系列                               | 月曜 23:15 - 23:45           | 同時ネット    |
| 新潟県         | 新潟テレビ21（UX）           | テレビ朝日系列                               | 月曜 23:15 - 23:45           | 同時ネット    |
| 静岡県         | 静岡朝日テレビ（SATV）       | テレビ朝日系列                               | 月曜 23:15 - 23:45           | 同時ネット    |
| 石川県         | 北陸朝日放送（HAB）          | テレビ朝日系列                               | 月曜 23:15 - 23:45           | 同時ネット    |
| 中京広域圏     | 名古屋テレビ（メ〜テレ/NBN） | テレビ朝日系列                               | 月曜 23:15 - 23:45           | 同時ネット    |
| 広島県         | 広島ホームテレビ（HOME）     | テレビ朝日系列                               | 月曜 23:15 - 23:45           | 同時ネット    |
| 山口県         | 山口朝日放送（yab）          | テレビ朝日系列                               | 月曜 23:15 - 23:45           | 同時ネット    |
| 香川県・岡山県 | 瀬戸内海放送（KSB）          | テレビ朝日系列                               | 月曜 23:15 - 23:45           | 同時ネット    |
| 愛媛県         | 愛媛朝日テレビ（eat）        | テレビ朝日系列                               | 月曜 23:15 - 23:45           | 同時ネット    |
| 福岡県         | 九州朝日放送（KBC）          | テレビ朝日系列                               | 月曜 23:15 - 23:45           | 同時ネット    |
| 長崎県         | 長崎文化放送（NCC）          | テレビ朝日系列                               | 月曜 23:15 - 23:45           | 同時ネット    |
| 熊本県         | 熊本朝日放送（KAB）          | テレビ朝日系列                               | 月曜 23:15 - 23:45           | 同時ネット    |
| 大分県         | 大分朝日放送（OAB）          | テレビ朝日系列                               | 月曜 23:15 - 23:45           | 同時ネット    |
| 鹿児島県       | 鹿児島放送（KKB）            | テレビ朝日系列                               | 月曜 23:15 - 23:45           | 同時ネット    |
| 沖縄県         | 琉球朝日放送（QAB）          | テレビ朝日系列                               | 月曜 23:15 - 23:45           | 同時ネット    |
| 近畿広域圏     | 朝日放送テレビ（ABC TV）     | テレビ朝日系列                               | 火曜 0:30 - 1:02（月曜深夜） | 1時間15分遅れ |
| 鳥取県・島根県 | 日本海テレビ（NKT）          | 日本テレビ系列                               | 木曜 1:00 - 1:30（水曜深夜） | 遅れネット    |
| 宮崎県         | テレビ宮崎（UMK）            | フジテレビ系列 日本テレビ系列 テレビ朝日系列 | 木曜 10:25 - 10:55           | 遅れネット    |

## スタッフ

### 現在のスタッフ（2025年7月以降）
- ナレーション：ルシファー吉岡
- 構成：都築浩、興津豪乃、渡辺佑欣、深田憲作（深田→一時離脱→復帰）
- TM：小林恭大
- TD：雨森貴之
- カメラ：保坂健一、蝦名岳文、北川雄介（蝦名→以前はTD）【週替り】
- MIX：安食愛美、恒川和【週替り】
- VE：渡部彪、田辺帆風、駒井護、二宮紗耶（駒井→一時離脱→復帰）【週替り】
- 照明：森口花菜、武内正信、渡辺英明、松原功幸（渡辺・松原→一時離脱→復帰）【週替り】
- 美術：山本和記
- デザイン：飛田幸、前田香織【週替り】
- 美術進行：関口千尋、加藤靖也、荒井幹基、寺岡悠介、西尾星那（加藤→一時離脱→復帰）【週替り】
- 大道具：山田政寿、三浦侑記【週替り】
- 電飾：福島慎、塚原聡、木下祐(裕)介、仁平光一（塚原→一時離脱→復帰）【週替り】
- 装飾/オブジェ：島田祥子、宇都宮(武村)沙織（宇都宮→以前は装飾・オブジェ→一時離脱）【週替り】
- 小道具：片岡あさみ、南本怜那（南本→以前は装飾→一時離脱）【週替り】
- メイク：川口カツラ店
- CG：アレックス
- イラスト：JUN OSON
- 編集：桐生亮磨 (以前は田中亮磨 表記)、山川裕貴
- MA：安河内隆文、小田嶋広貴、足立篤弘、大江拓也、河村玲奈、柳佳穂（小田嶋→一時離脱→復帰）【週替り】
- 音効：加藤つよし
- 編成：高橋佑輔、北見駿也
- 宣伝：齋藤梨枝
- デスク：永野智子
- スタイリスト：福田幸生
- 技術協力：ヌーベルアージュ（一時離脱→復帰）
- リサーチ：トロリー、伊藤史、スコープ、フリード、岩間丈倫
- 制作スタッフ：池田一真（ガスコイン・カンパニー）、鈴木優【毎週】、山田野乃花、長野美波、黒田永遠、山本彩貴、木下健己、阿部成真、清原雅弘、立田悠介、畔柳颯、堀越丈太郎、宮本晃帆、大家朋和、小野亜梨沙【週替り】
- AP•：植木やよい
- ディレクター：笹田和宏【毎週】、松尾竜二（ダイジョブス）、佐々木健太（オフィスぼくら）、菅勇次朗、加用裕紀、長谷部雄人・南部剣志（クリーク・アンド・リバー社）、増井政憲・高木快郎（トップシーン）、小谷龍輝【週替り】（笹田→一時離脱→復帰、菅→以前は制作スタッフ）
- 演出：舟橋政宏
- プロデューサー：冨澤有人、小林智武（オフィスぼくら）【毎週】、宇和川隆・正木友美子・忍穂井綾（クリーク・アンド・リバー社）、市岡まさひこ・上條昌樹（トップシーン）、細越貴子（オフィスぼくら）【週替り】
- ゼネラルプロデューサー：菅原悠平
- 制作協力：オフィスぼくら、クリーク・アンド・リバー社、トップシーン
- 制作：テレビ朝日ビジネスソリューション本部 コンテンツ編成局第2制作部
- 制作著作：テレビ朝日

### 過去のスタッフ
レギュラー版
- ナレーション：山田真一、窪田等、アンミカ、山盛由果
- 構成：岐部昌幸、谷口マサヒト、鈴木おさむ
- TM：長谷川正和、高田格、久保田春記、宮内大翼
- TD：時田将光、高橋広
- カメラ：保泉達也
- MIX：細川美枝、平井保
- VE：高橋秀文、石原敬太、竹内達史
- 美術：井磧伸介
- デザイン：小山晃弘、近藤千春（一時離脱→復帰）、村上由季
- 美術進行：奥田裕美、亀井直子
- 大道具：松岡美都司、大窪学、加世田真一、清水久史
- 小道具：加藤美祐
- 電飾：岡村明子
- 装飾：鈴木久、宮本恵美子、高崎香織、中村翔
- オブジェ：(有)フルール•ノンノン
- メイク：津留ルミ子
- ロゴ：原田甫
- CG：原田甫、小名良平
- イラスト：もりいくすお、大森拓弥、グレートインターナショナル、リトルベア、長嶋五郎
- 編集：本間貢、安田裕禎、小田健二、北浦美夫、高城明宏、馬木幸輝
- MA：有川哲也、杉山正、浅井佑人、伊藤敬一、志村武浩、多勢捺映
- TK：小宮高子、満松美弥子
- 音効：古川貴彦、鈴木路子
- 技術協力：J-CREW、ティ・ピー・ブレーン、麻布プラザ
- リサーチ：桜井たい子、フィールドウィン、パレット
- 編成：田中真由子、池田邦晃、山本文隆、岩井健太郎、沼田真明、岡村地郎、秋谷祥加、小宮立千、北田暢子、三浦靖雄、大塚脩平、熊谷和也、泉良樹、土井泰樹、安部旭紘（三浦・泉→一時離脱→復帰）
- 宣伝：佐々木智世、高橋夏子、尾木実愛、寿崎和臣、荒木雄大
- 制作スタッフ：武内陽香、長妻昇太郎【毎週】、三好達也、三田泰子、枝智菜実、長谷川清志、内田いつき、萩原妃奈子、茶谷航至、豊島優貴、岡本博正、山内唯、平田隼人、原田洋輔、田中万莉子、廣瀬莉子、白石和、迫川航祈、水谷和一、飯塚恭平、寺尾理沙、上山星香、平内裕也、塚原綾香、内山菜摘、内藤祐悟、幸島佳奈子、横川大夢、井上光、平田隼人、白石宗大、橋本淳平、辻淳之、中村亮介、奥貫由佳、水之江照、斎(齋)藤誠也、今井伸、林遼亮、安達拓未、箕輪祐亮、菊池優樹、村田かん奈（ガスコイン・カンパニー）、河合真歩、田島加菜、山本えみり、戸川莉沙、櫻井佑、板倉寛太、佐藤茉南、興那覇李花、渋田幸奈
- AP：島田愛、岩間有香
- ディレクター：上野潤也、浅沼雄介、落合陽介ギフレ、伊藤史、大村嘉範、関口周、松原まりも、三浦信一、村尾りゅういち、五島駿介、水野将仁、宍戸透、薮崎雅弘、橋詰圭太、高山賢一（k-ten）、高木友貴、中村裕紀、高森美帆（以前は制作スタッフ）、中平達将、平内裕也（オフィスぼくら）、但木洋光（オラフズ）、岡村洋平、浅井裕太郎（ホリックス）、井上穂菜美（トップシーン）、 阪口悠樹（オラフズ）、栗崎圭悟、内堀由紀奈
- プロデューサー：荻野健太郎、藤本周二、牧村正嗣（ユーコム）、宮城達也（トップシーン、以前はディレクター）、 大澤宏一郎・鈴木和則・和田美奈子（太陽カンパニー）
- ゼネラルプロデューサー：奥田創史
- 制作協力：ユーコム、太陽カンパニー

### パイロット版
- ナレーション：今野宏美
- 構成：西秀進
- カメラ：西村佳晃
- 大道具：久保里志
- 電飾：金井正、岡村明子
- 編集：照沼健太
- 制作スタッフ：岩松悠、古舘太樹
- ディレクター：下村泰之、谷田川秀正

## テレビドラマ
激レアさんを連れてきた。ドラマシアター『激アツ!! ヤンキーサッカー部』（げきアツ ヤンキーサッカーぶ）のタイトルで、2018年9月21日と9月28日の23時15分から翌0時15分に前後編で放送された。
第11回（2017年12月11日）放送の「サッカー経験ゼロのヤンキー達を集めてサッカー部を作り強豪チームにするという『ROOKIES』ばりの体験をしたのに、その話をあまりしていない野人・岡野」というエピソードを元に、鈴木おさむ脚本、竜星涼主演でテレビドラマ化。内容は、神奈川県横浜市に住んでいた岡野雅行が、島根の高校に入り、サッカー部を作り、ヤンキーと共に強くなって大会に出るまでに成長する話。

### 登場人物
- 岡野雅行 - 竜星涼
- イシ - 浅香航大
- トガ - 矢野聖人
- マサ - 稲葉友
- 武蔵 - 山本涼介
- ホソ - 平埜生成
- ウエ - 堀家一希
- 理事長・鉄山 - 小野武彦
- 岡野の叔父・若田 - 若林正恭
- 顧問・剛田 - 勝村政信

### スタッフ（テレビドラマ）
- 脚本 - 鈴木おさむ
- 演出 - 小松隆志
- テーマソング - BLUE ENCOUNT「RUN」（Ki/oon Music）
- ゼネラルプロデューサー - 横地郁英（テレビ朝日）
- プロデューサー - 川島誠史（テレビ朝日）、布施等（MMJ）、森一季（MMJ）
- 制作 - テレビ朝日、MMJ